# Biserica de lemn din Brâznic

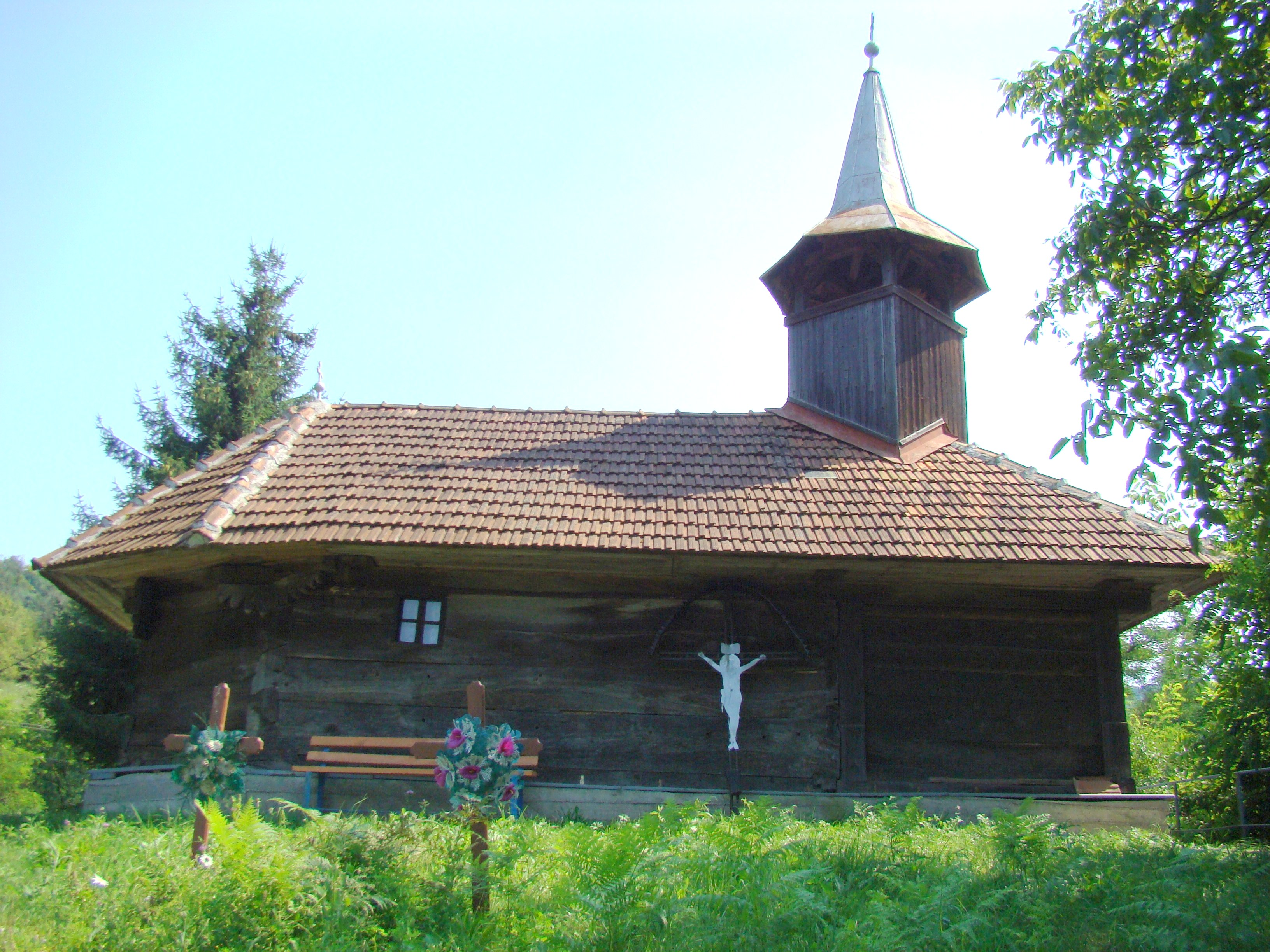
Biserica de lemn „Cuvioasa Paraschiva” din Brâznic, comuna Ilia, județul Hunedoara, foto: august 2009.

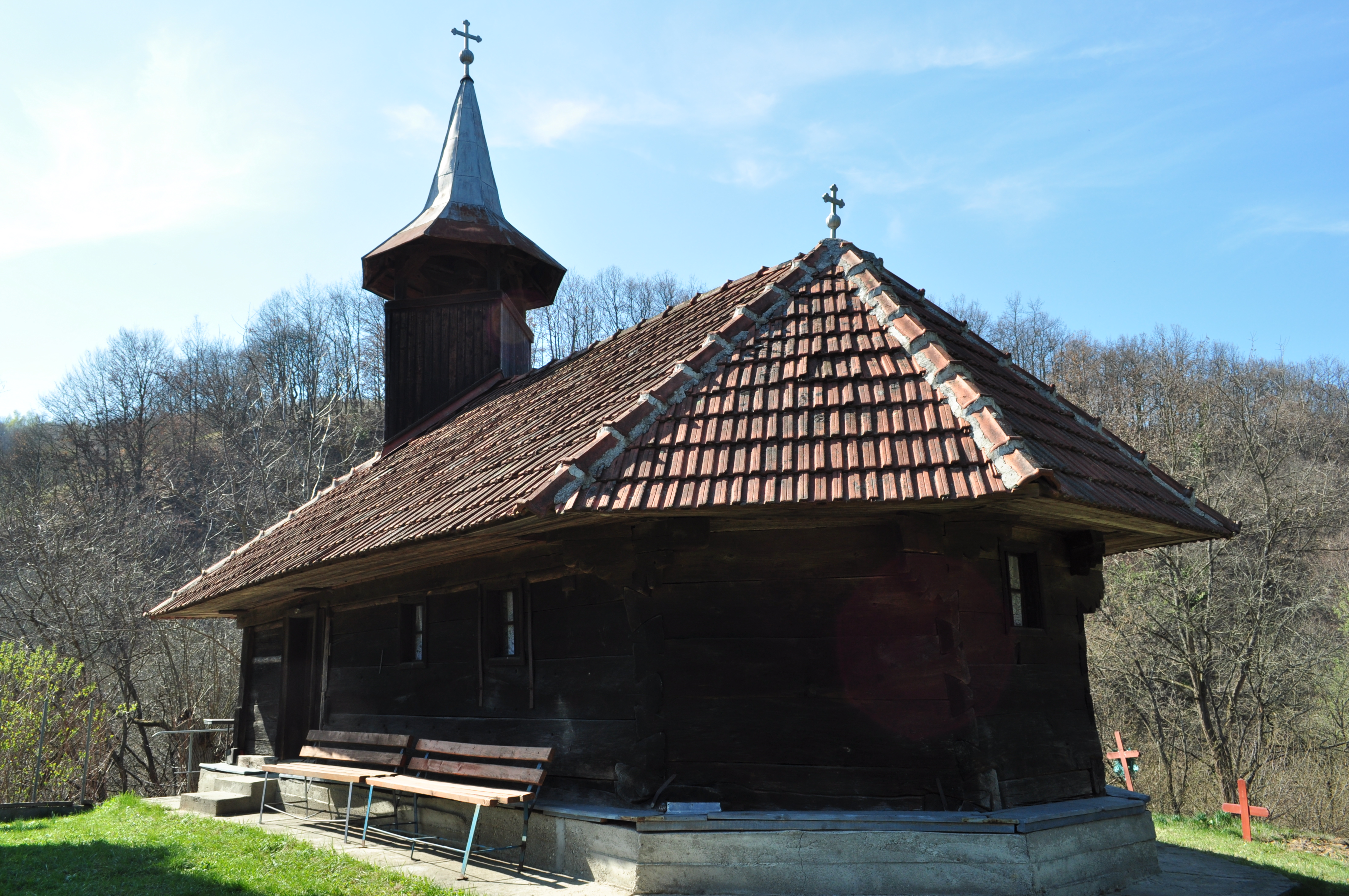
Biserica de lemn „Cuvioasa Paraschiva” din Brâznic, comuna Ilia, județul Hunedoara, foto: aprilie 2012.

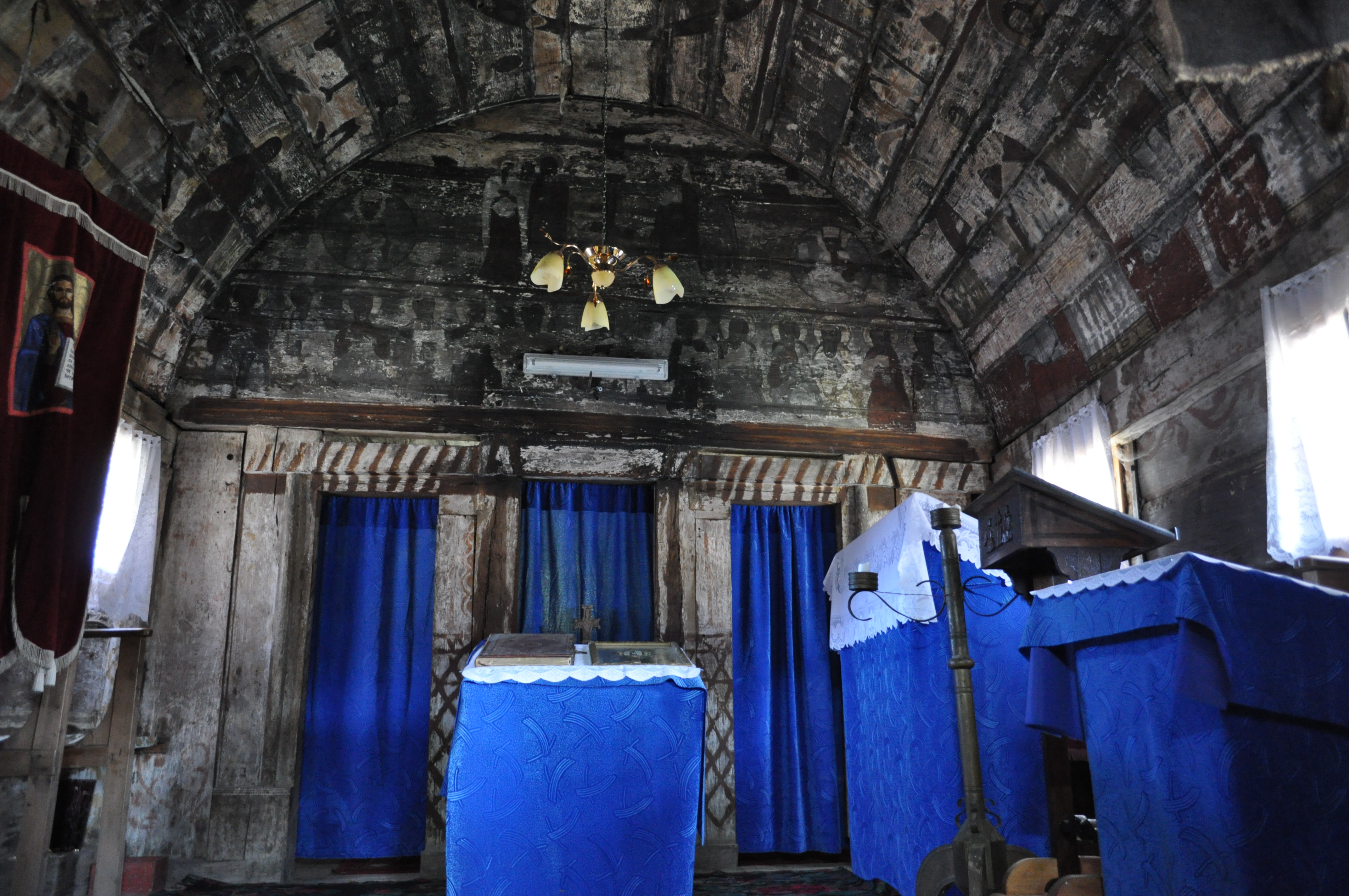
Interiorul navei

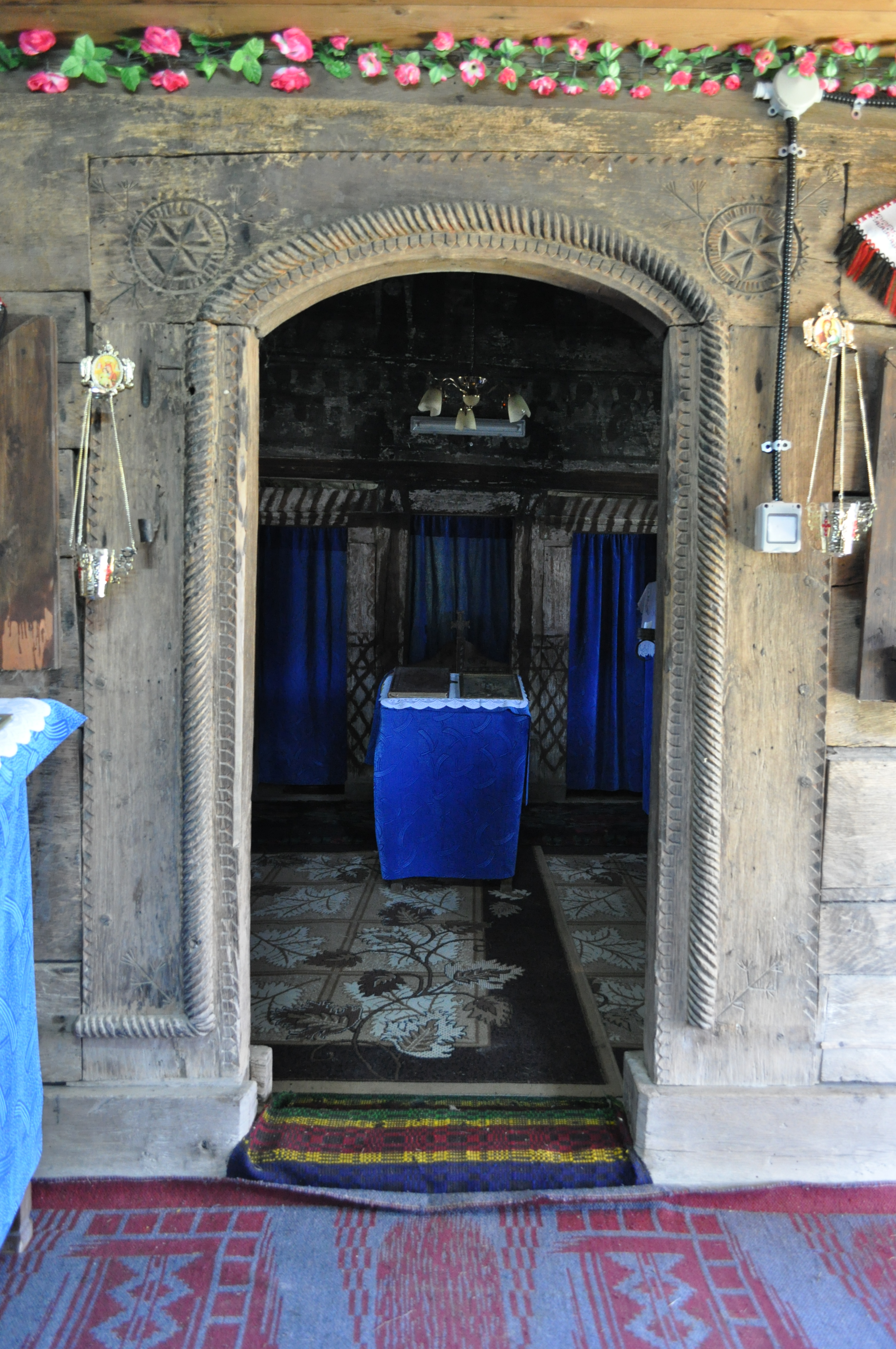
Portalul interior

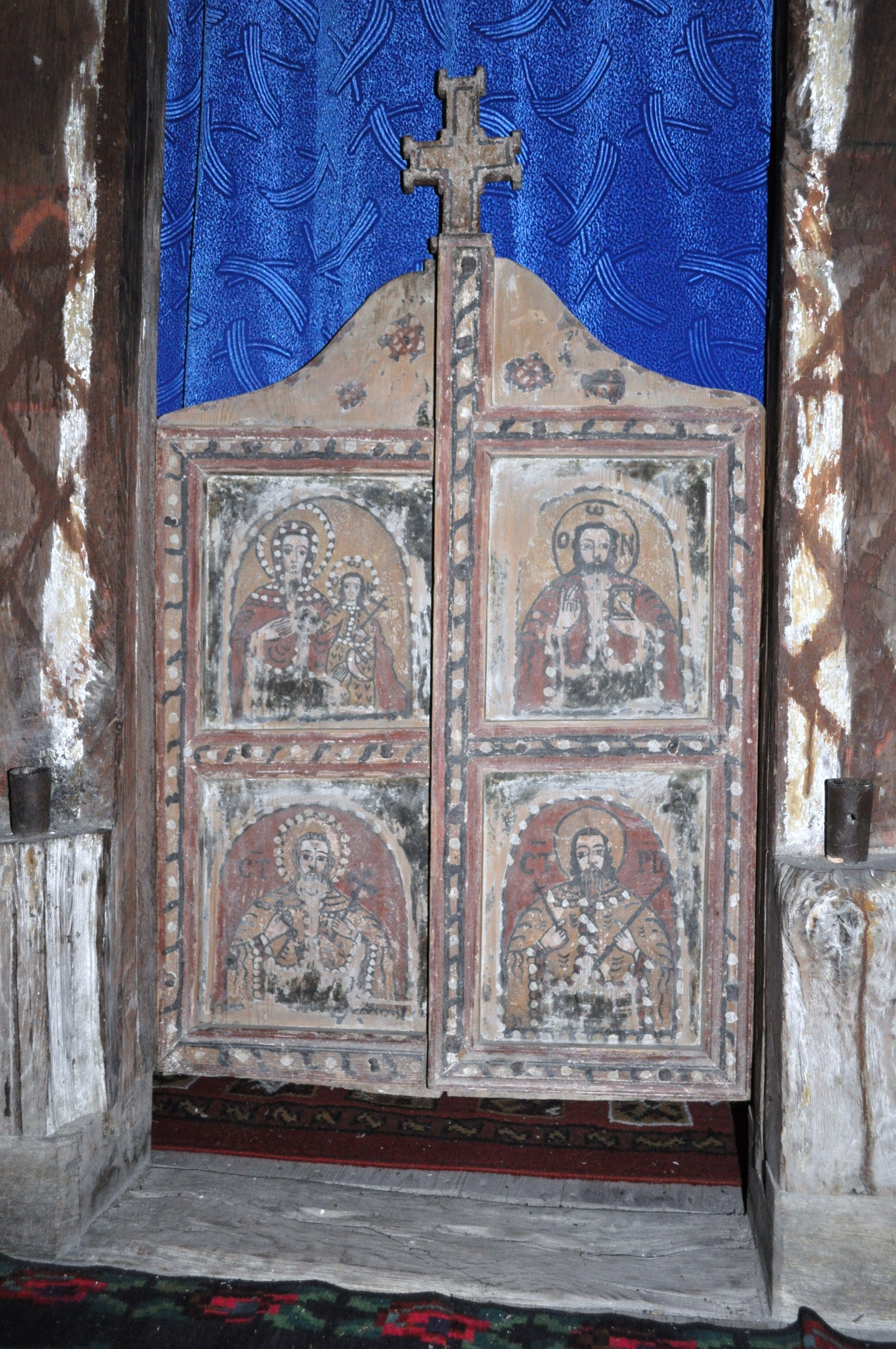
Ușile împărătești

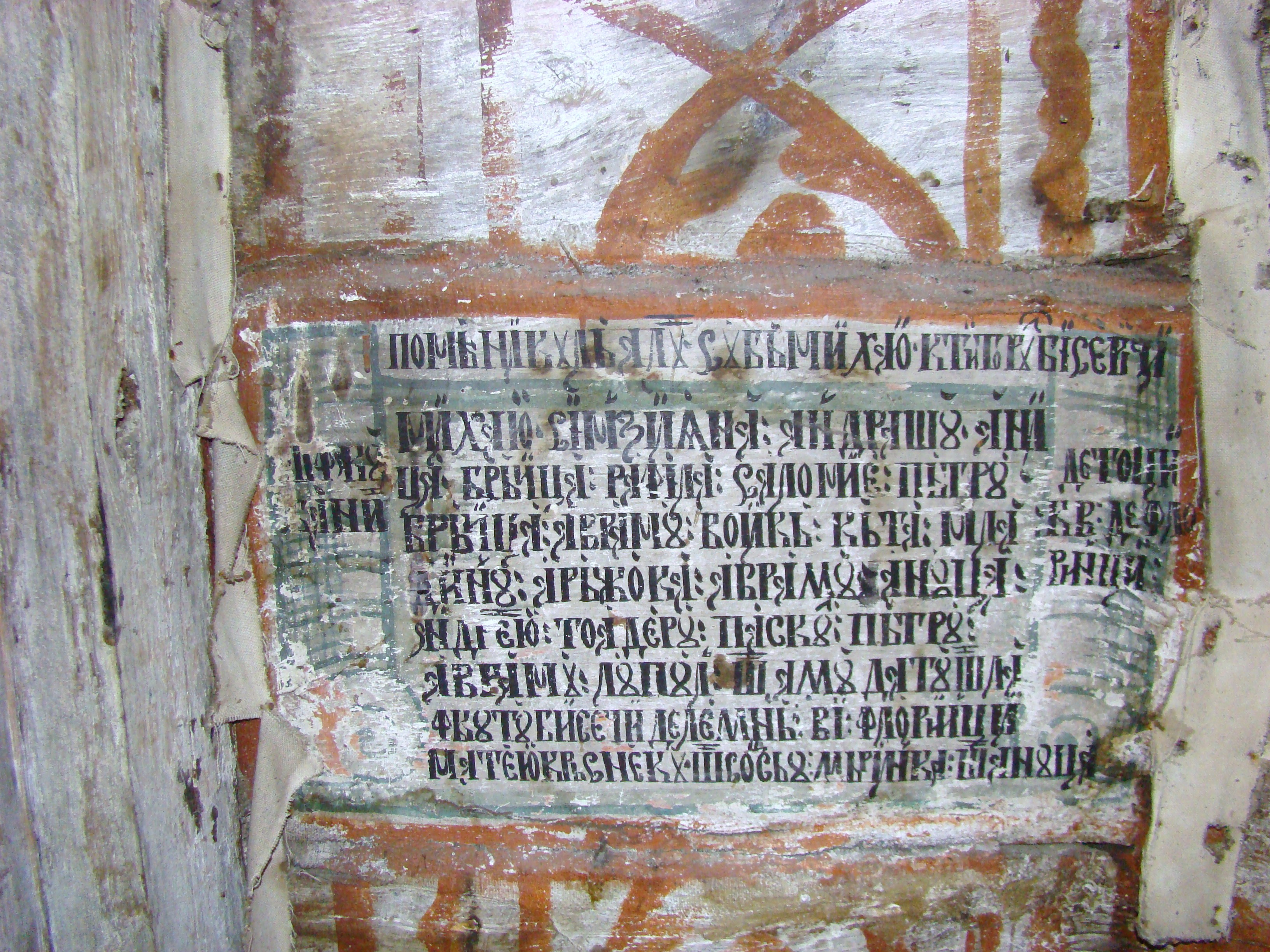
Pisania din altar

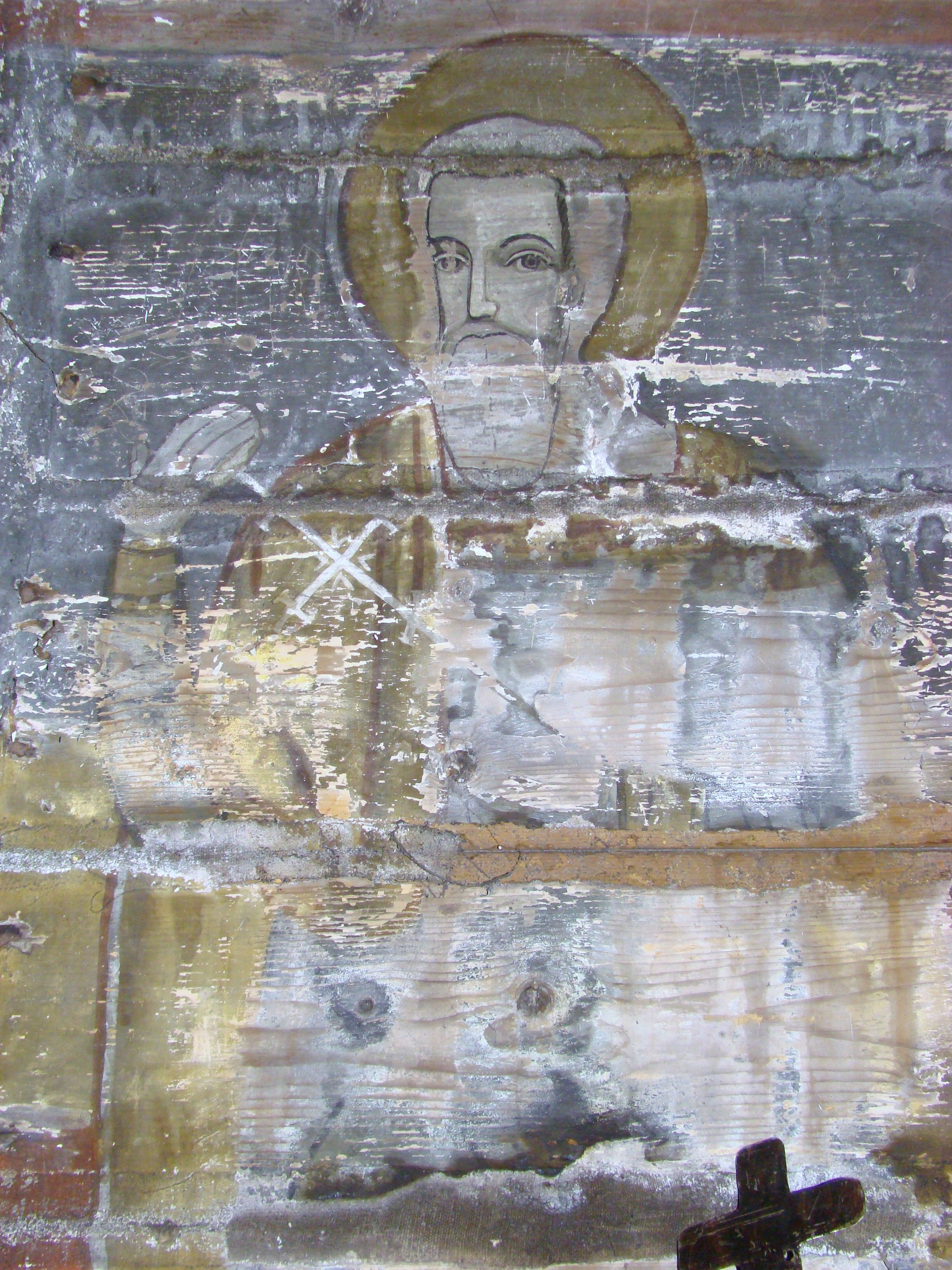
Pictura altarului: Sfinții Părinți

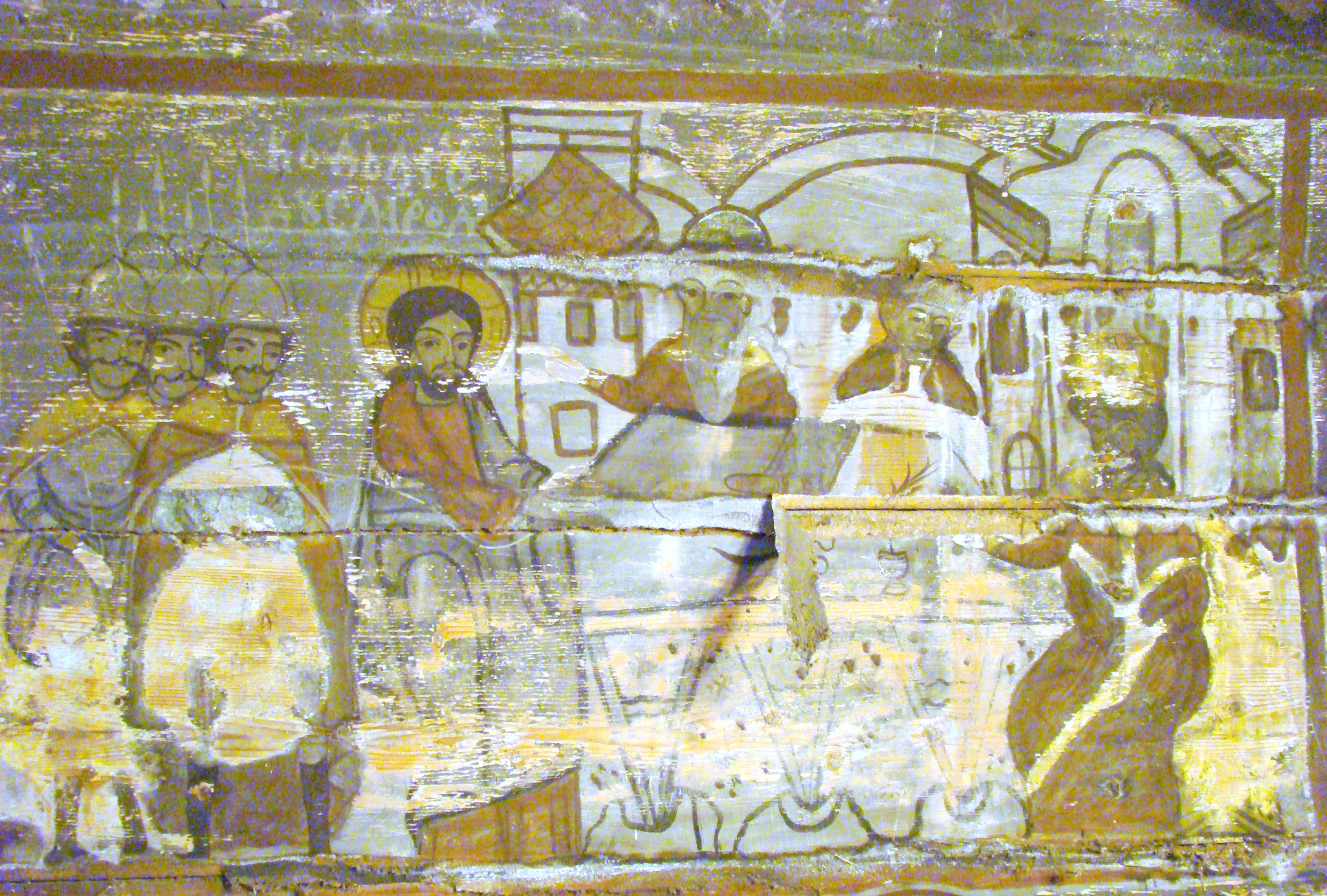
Pictura naosului: Judecarea lui Iisus

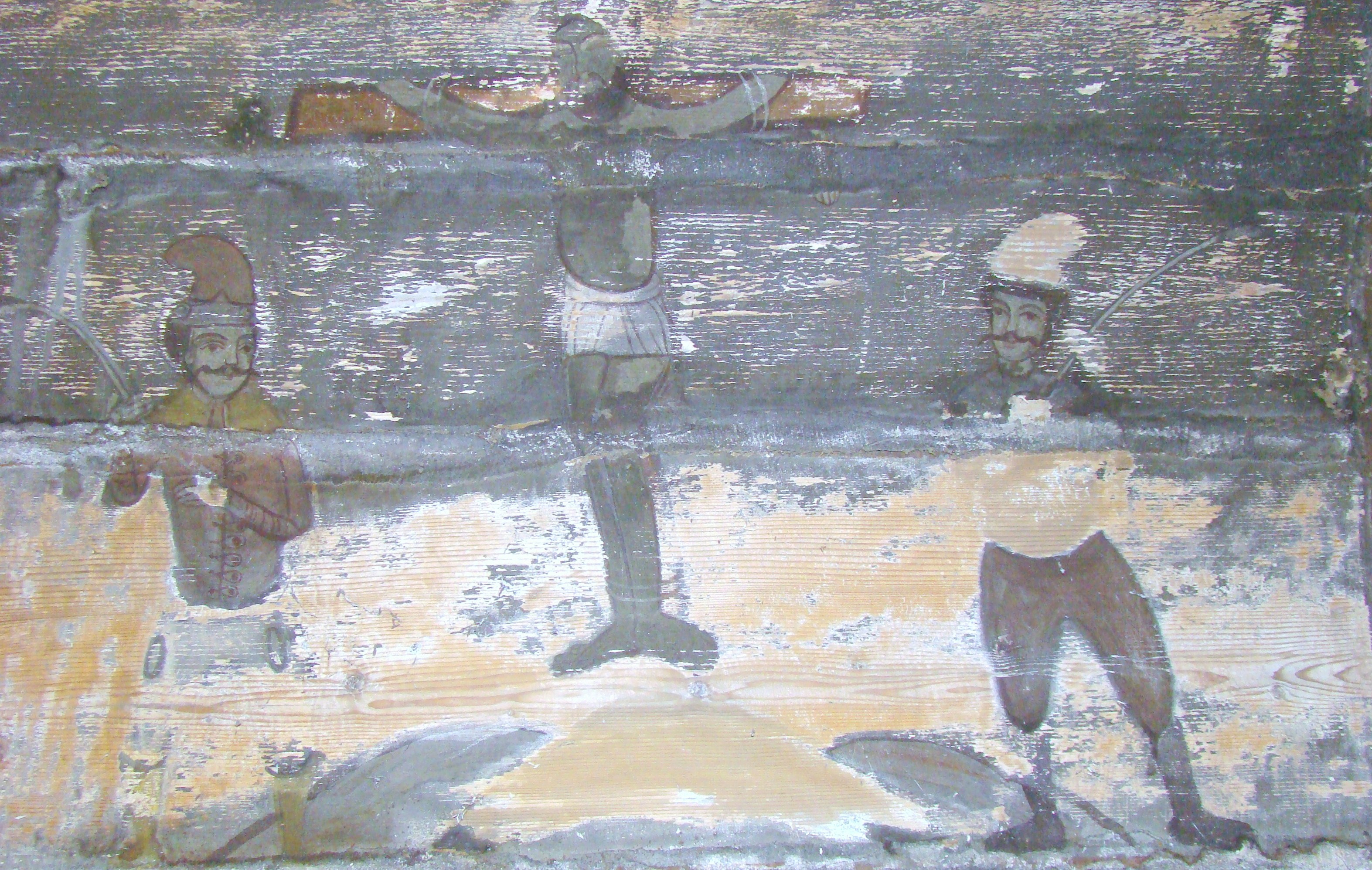
Pictura naosului: Patimile lui Iisus

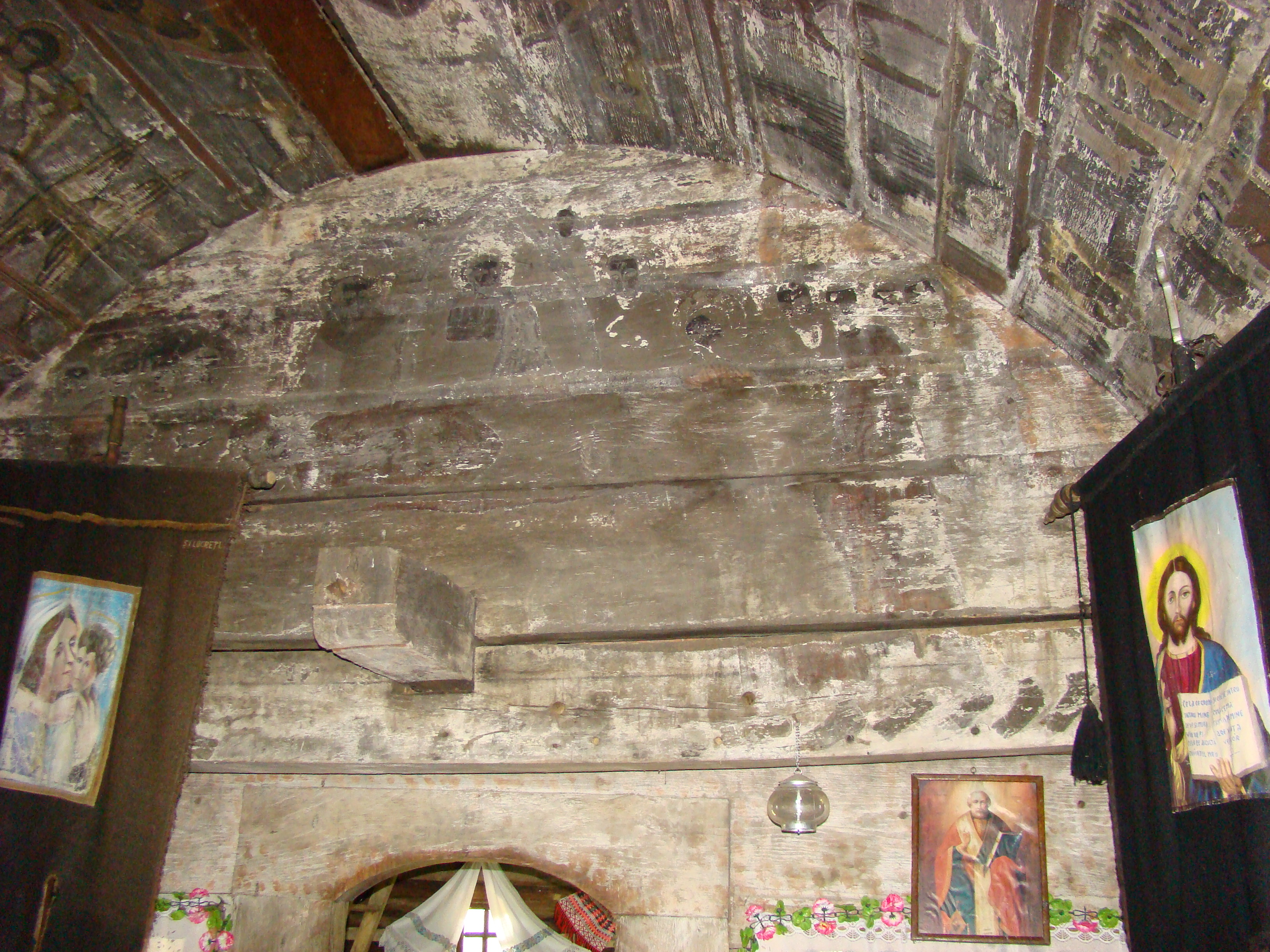
Timpanul de vest al naosului

Biserica de lemn din Brâznic, comuna Ilia, județul Hunedoara a fost ctitorită aproximativ între 1650-1700 . Are hramul „Sf.Cuvioasă Paraschiva”. Figurează pe lista monumentelor istorice, cod LMI HD-II-m-A-03271.

## Istoric și trăsături
În vatra veche a localității a fost ridicată, în a doua jumătate a secolului al XVII-lea, și biserica din Brâznic, sat situat la sud de Mureș; lăcașul, închinat „Cuvioasei Parascheva”, figurează pe lista monumentelor istorice românești (HD-II-m-A-03271). Prin absida-i nedecroșată, poligonală cu trei laturi, și nava de dimensiuni modeste, se înscrie, tipologic, în categoria edificiilor ecleziastice de plan dreptunghiular. Clopotnița poziționată pe axul acoperișului, și-a făcut apariția abia în secolul al XIX-lea, prilej cu care s-a procedat și la o alungire a spațiului interior, corespunzătoare pronaosului actual. Zestrea picturală originară, de factură postbrâncovenească, a fost executată după mijlocul secolului al XVIII-lea, finanțatorii acesteia fiind enumerați, parțial, în pisania peretelui nordic al altarului. Registrul împărătesc al tâmplei, datat, pe baza inscripției unei icoane a „Maicii Domnului cu Pruncul”, la 1699 de 15 februarie”, a fost reîmprospătat, la sfărșitul secolului al XIX-lea, de zugravul Dionisie Iuga din Nicula (jud. Cluj). Renovării din 1920 îi corespunde înlocuirea învelitorii inițiale din șiță cu alta mai trainică, din țiglă; coiful evazat al clopotniței a fost învelit în tablă. După anul 1895, când s-a finalizat actuala biserică de zid, vechiul lăcaș, consemnat atât de conscripțiile anilor 1733, 1750, 1761-1762, 1805 și 1829-1831, cât și pe harta iosefină a Transilvaniei (1769-1773), a fost dezafectat cultului .

## Imagini din interior

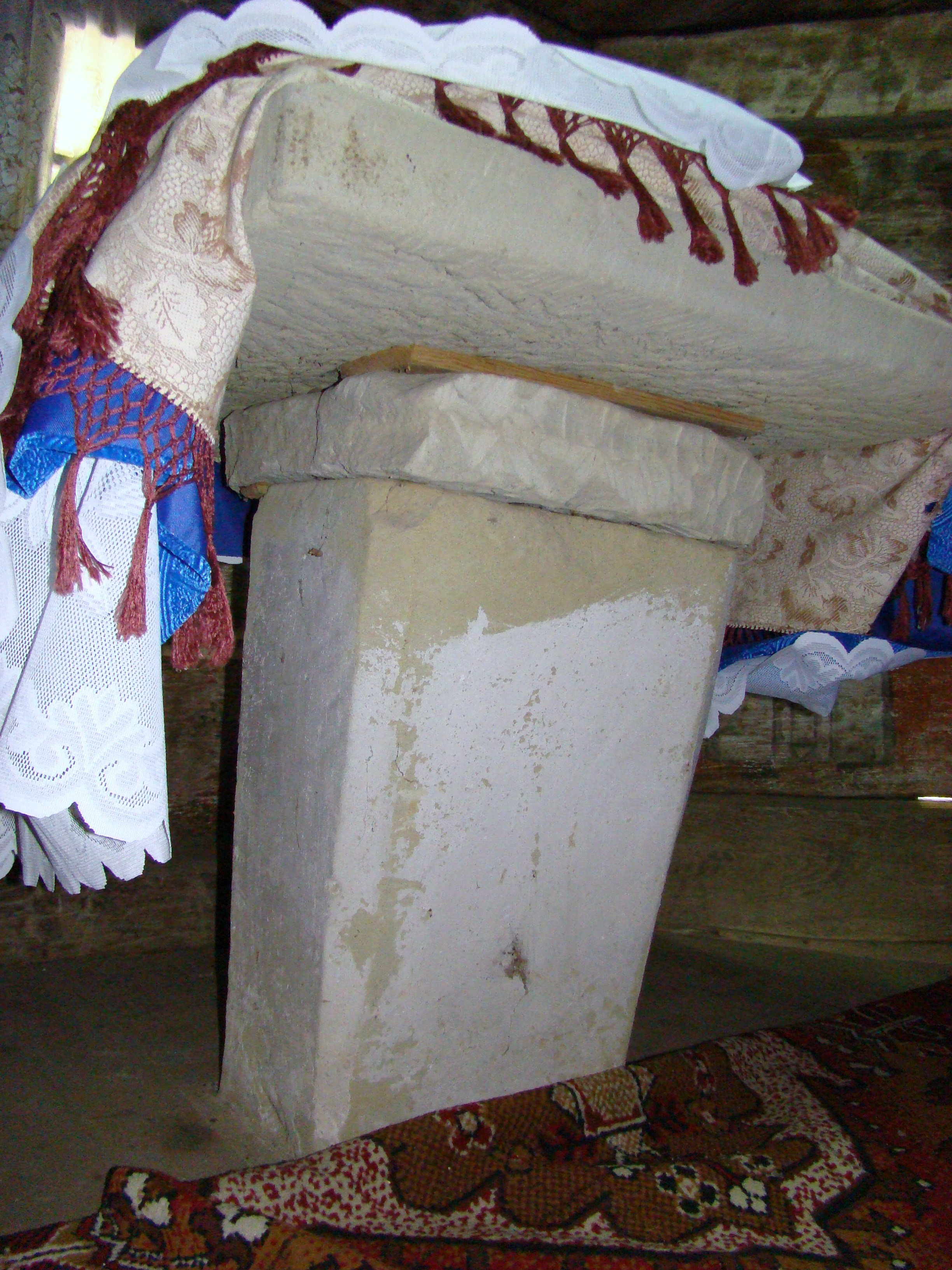
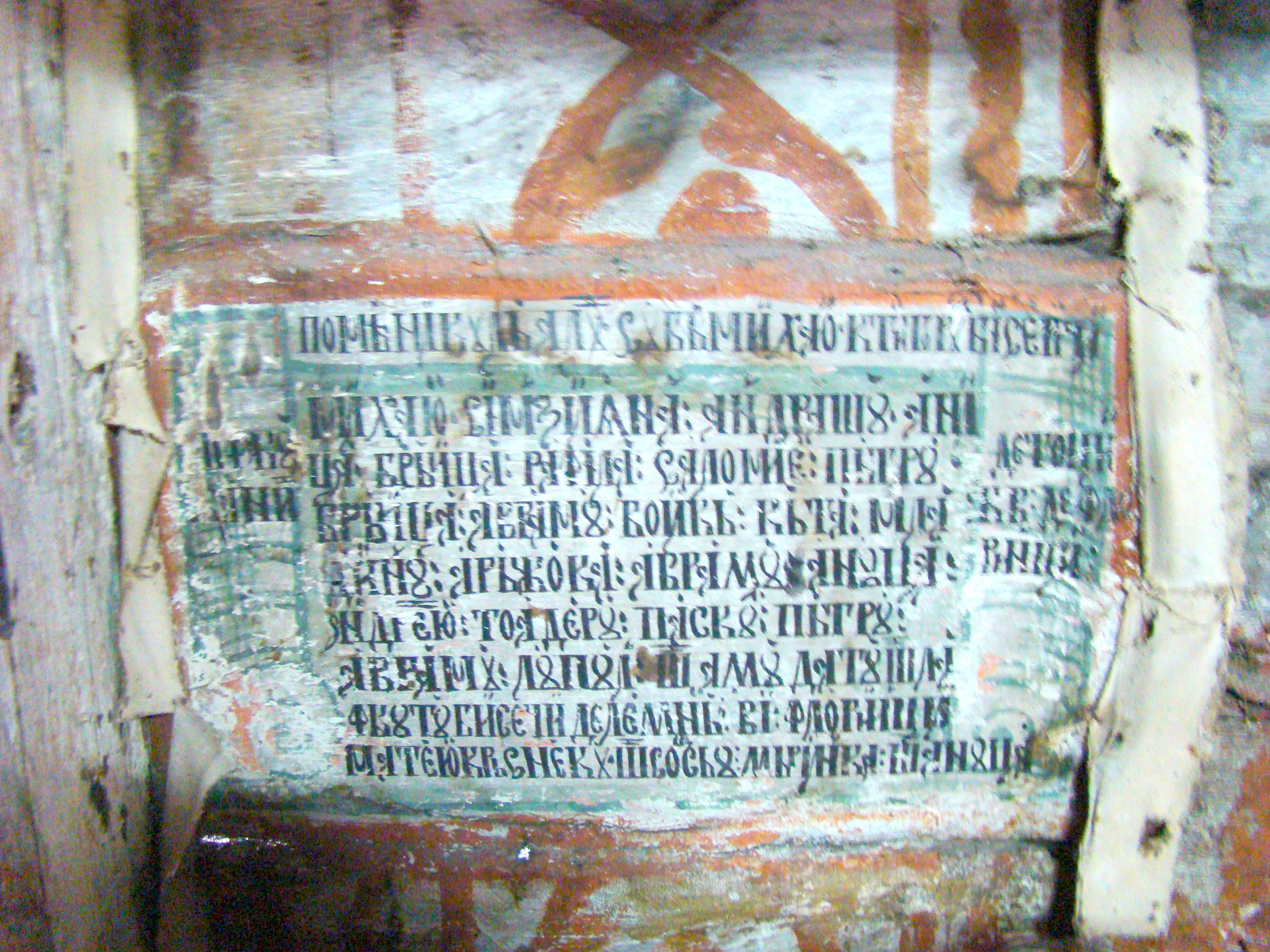
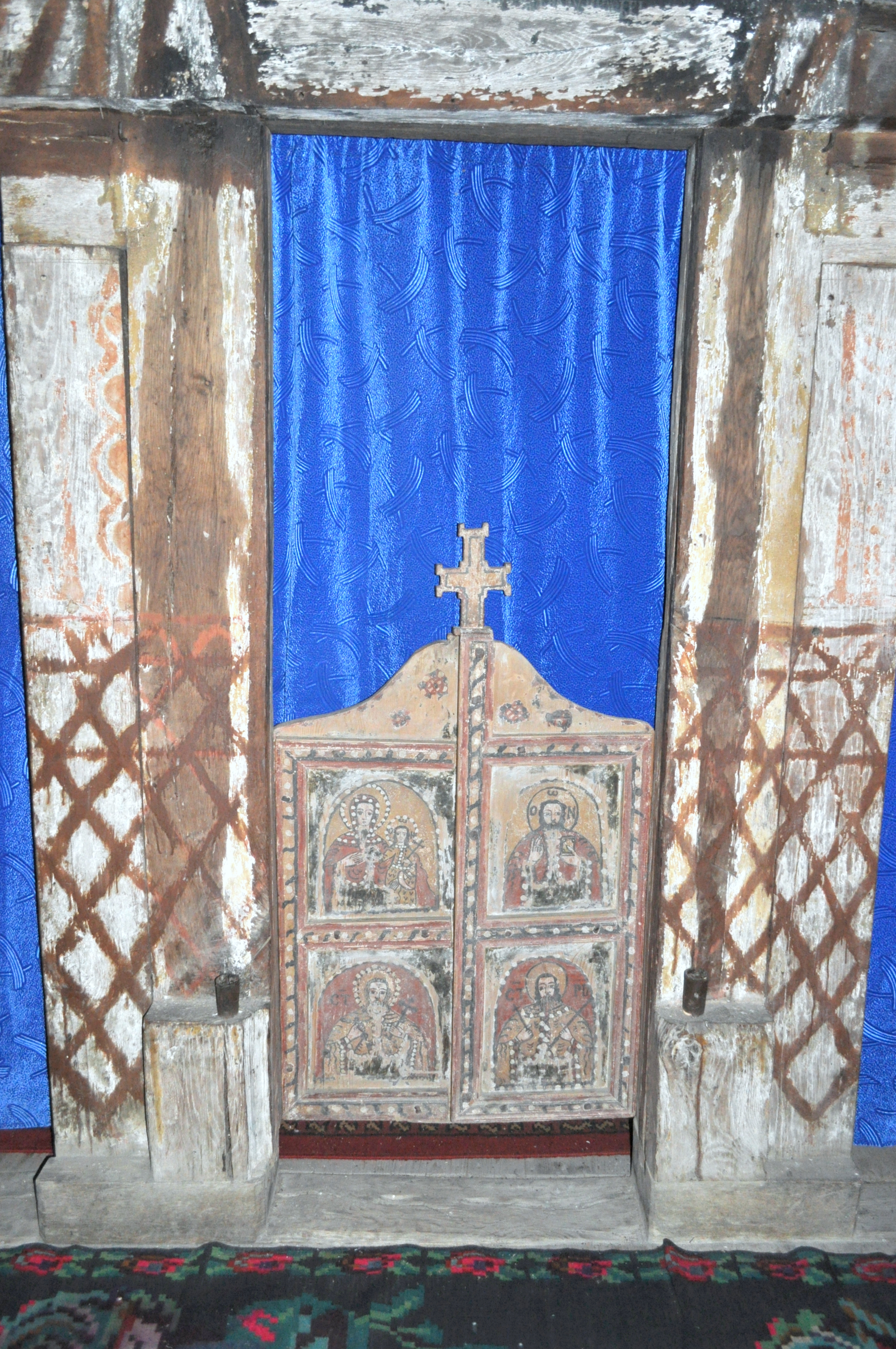
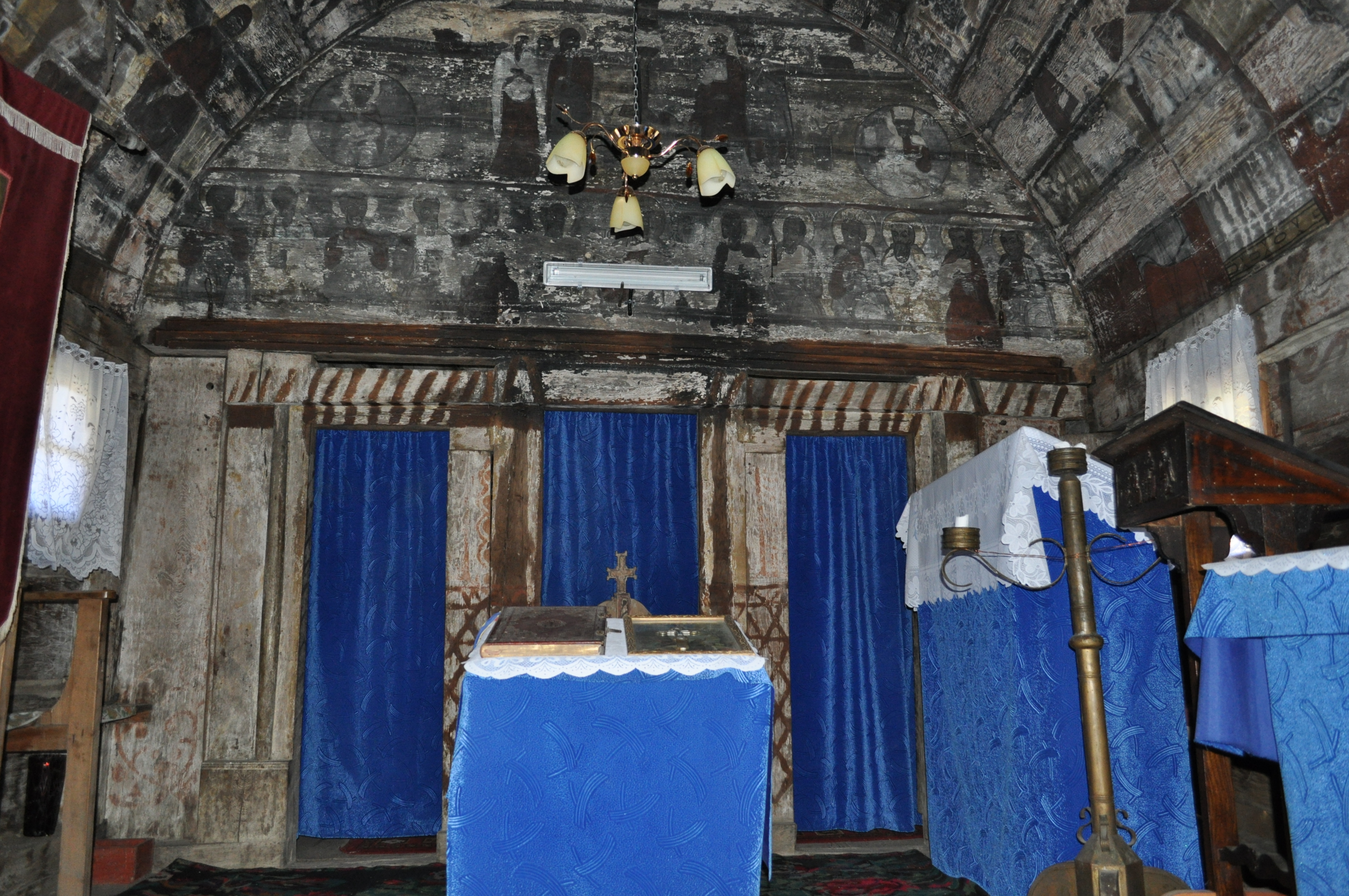
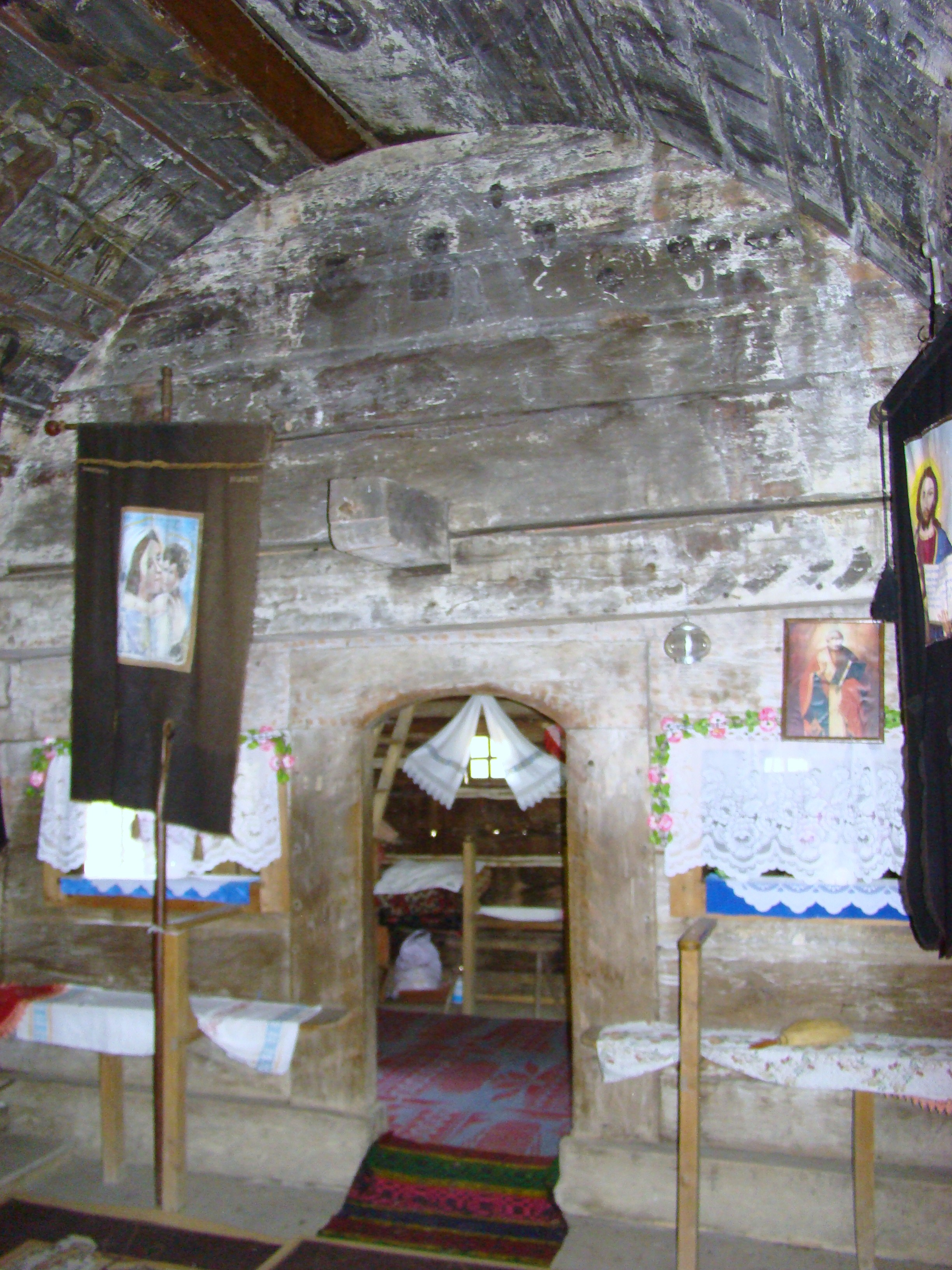
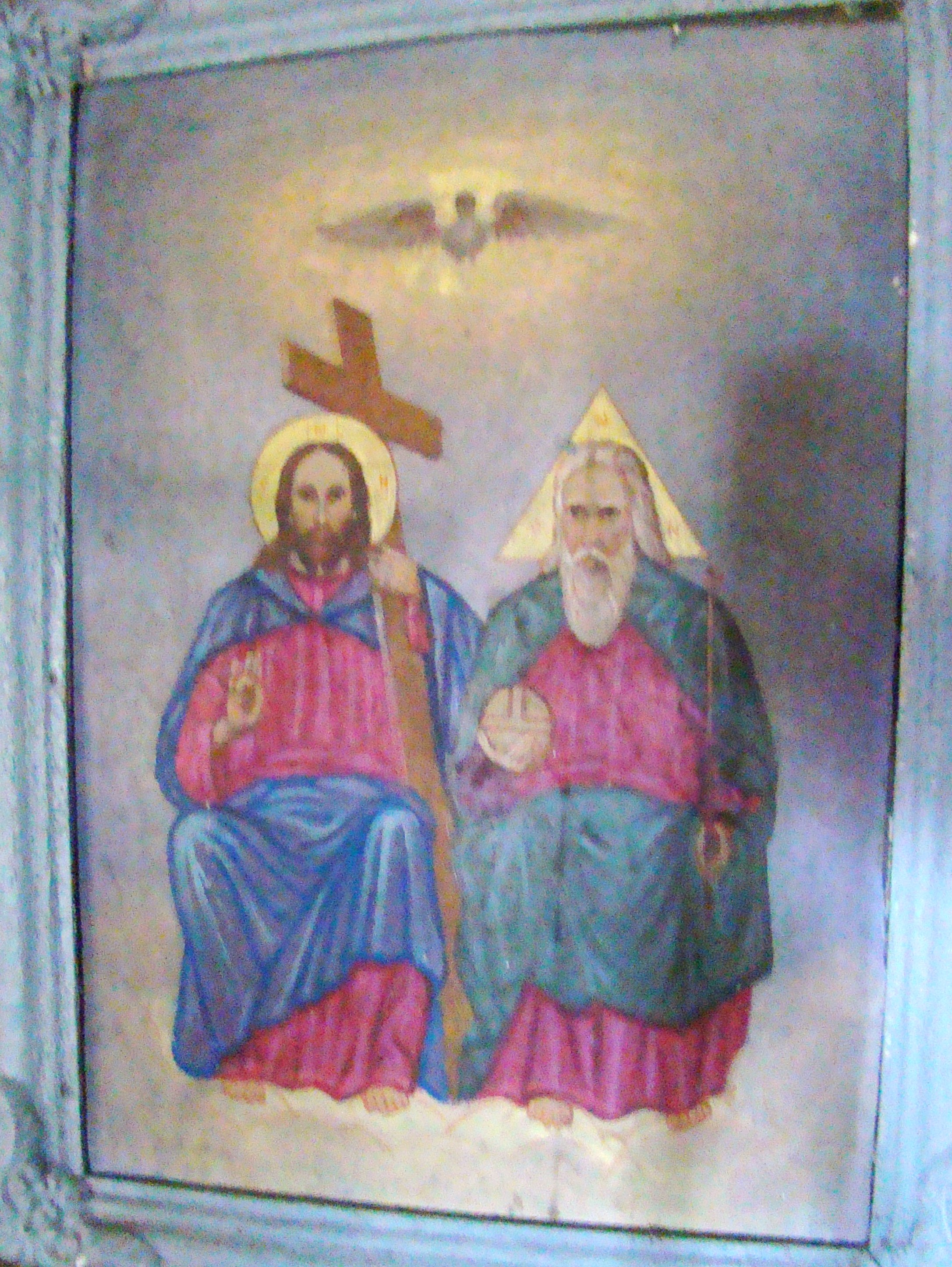
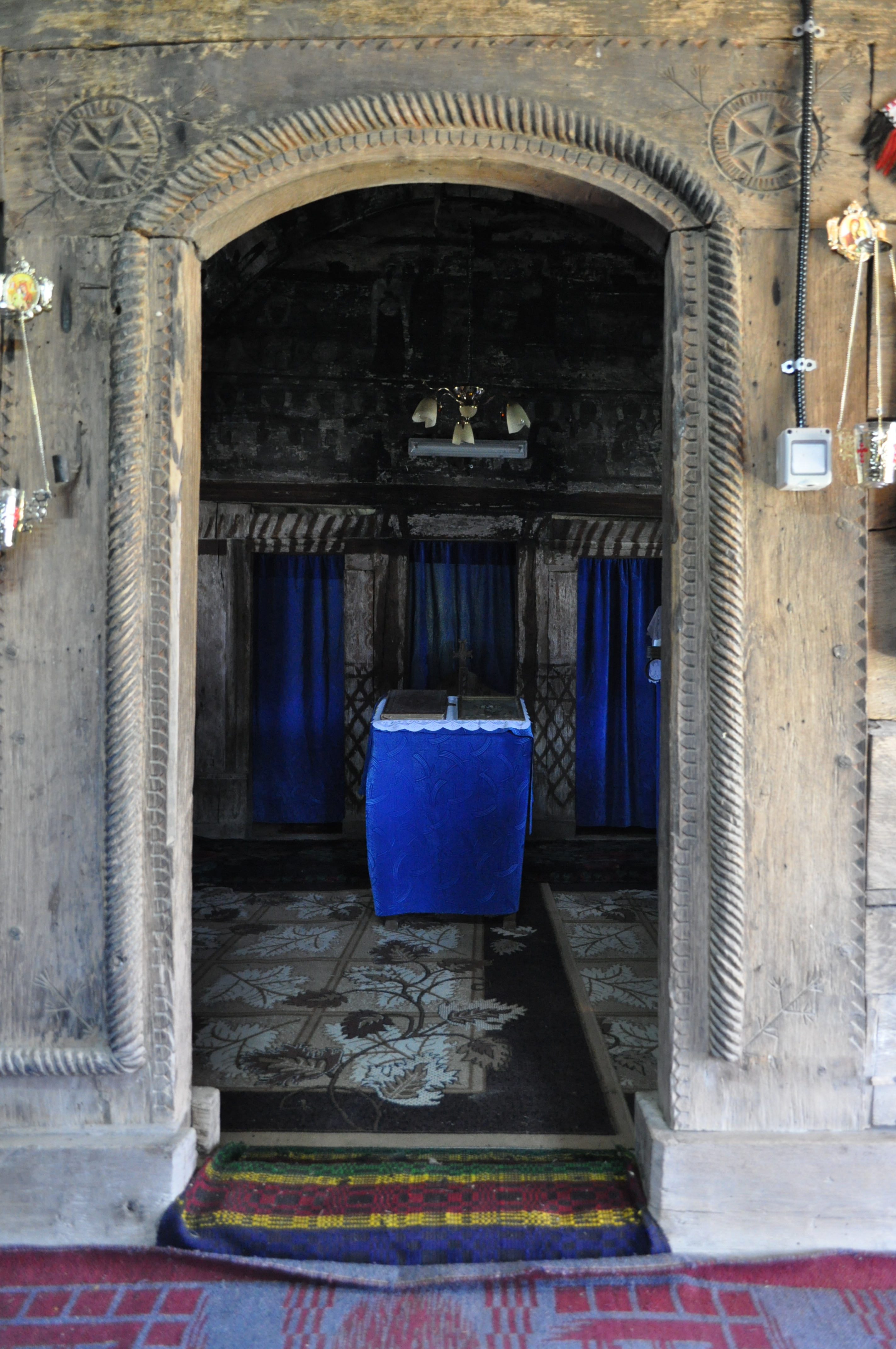
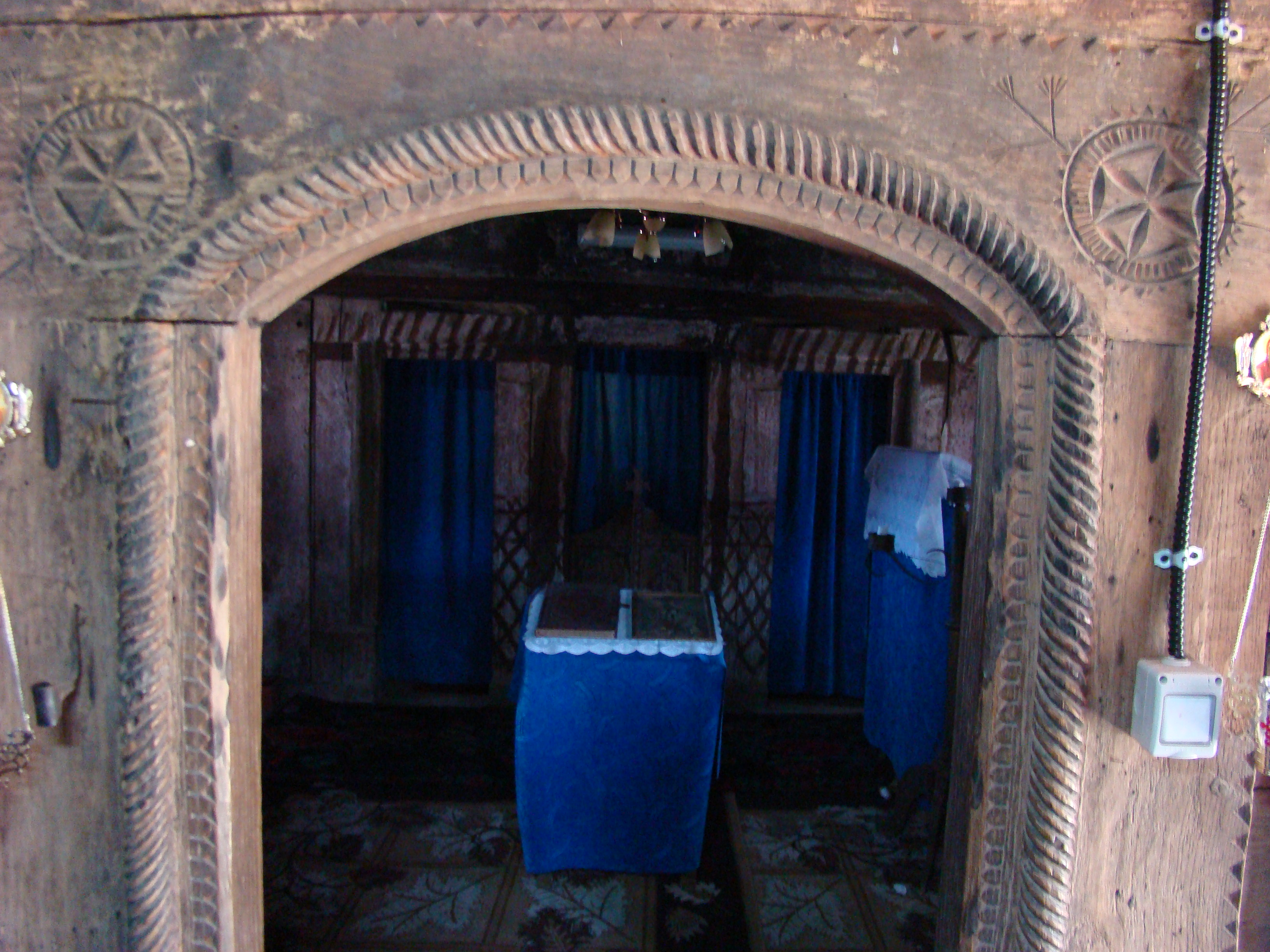
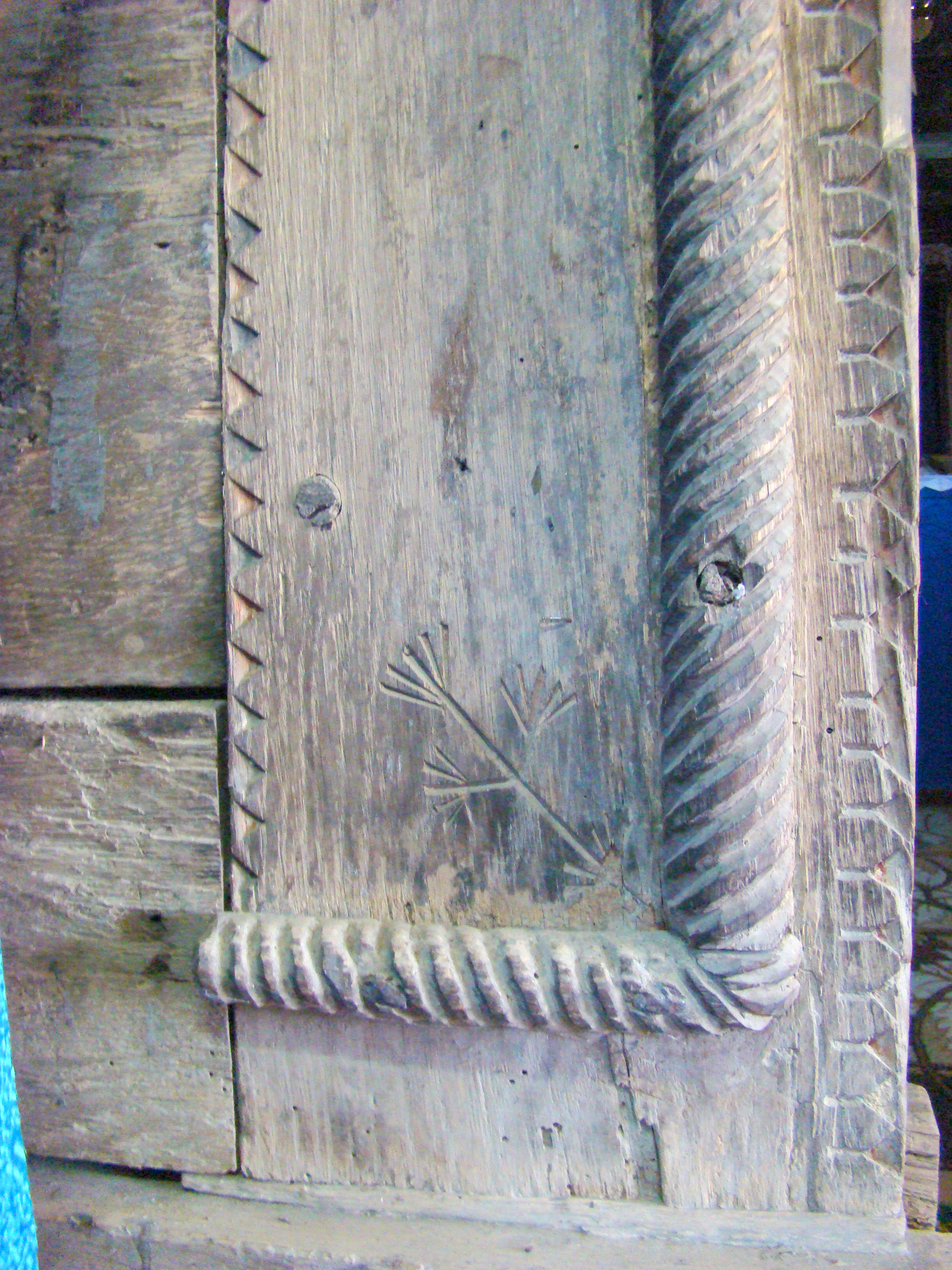
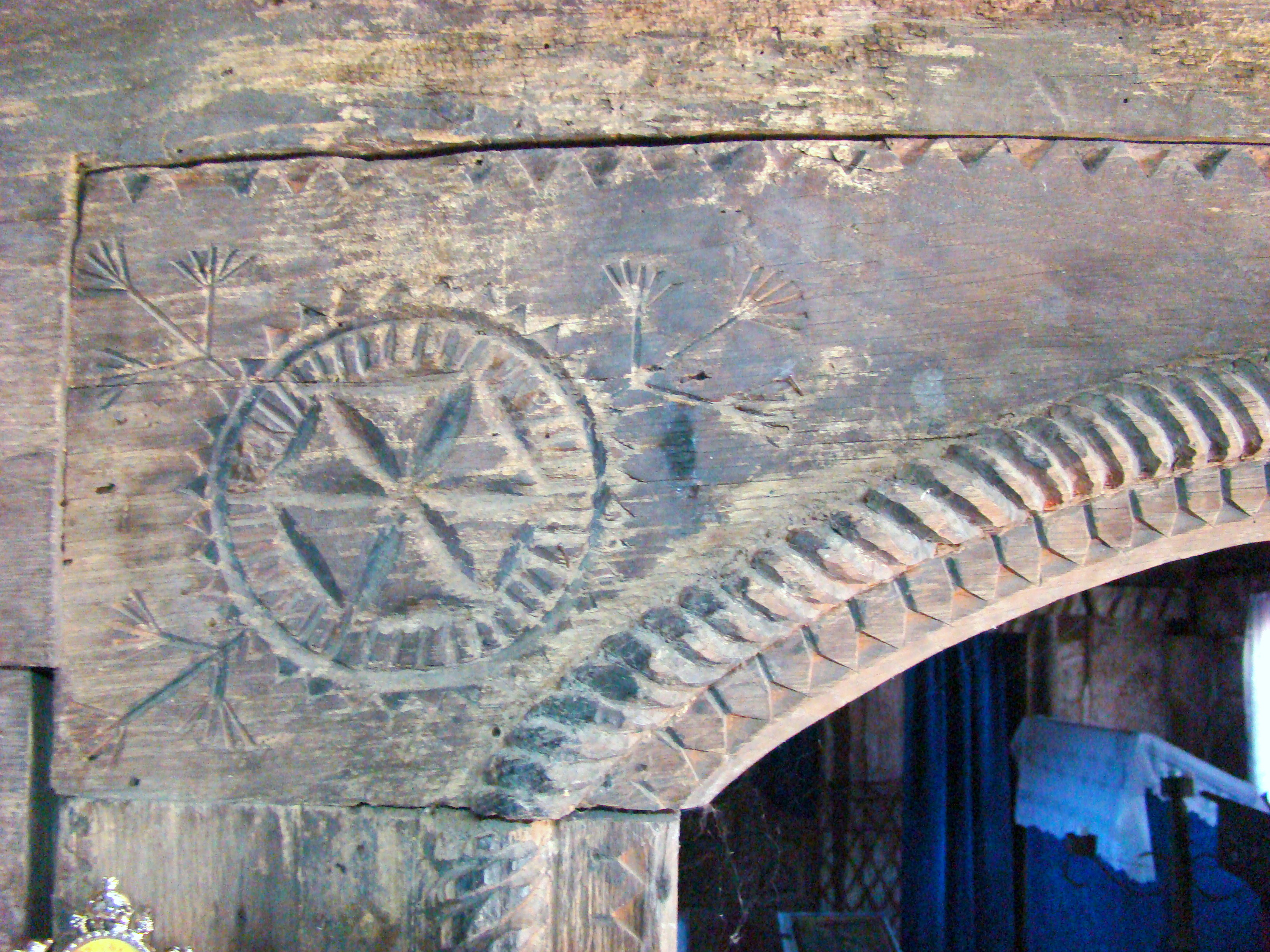
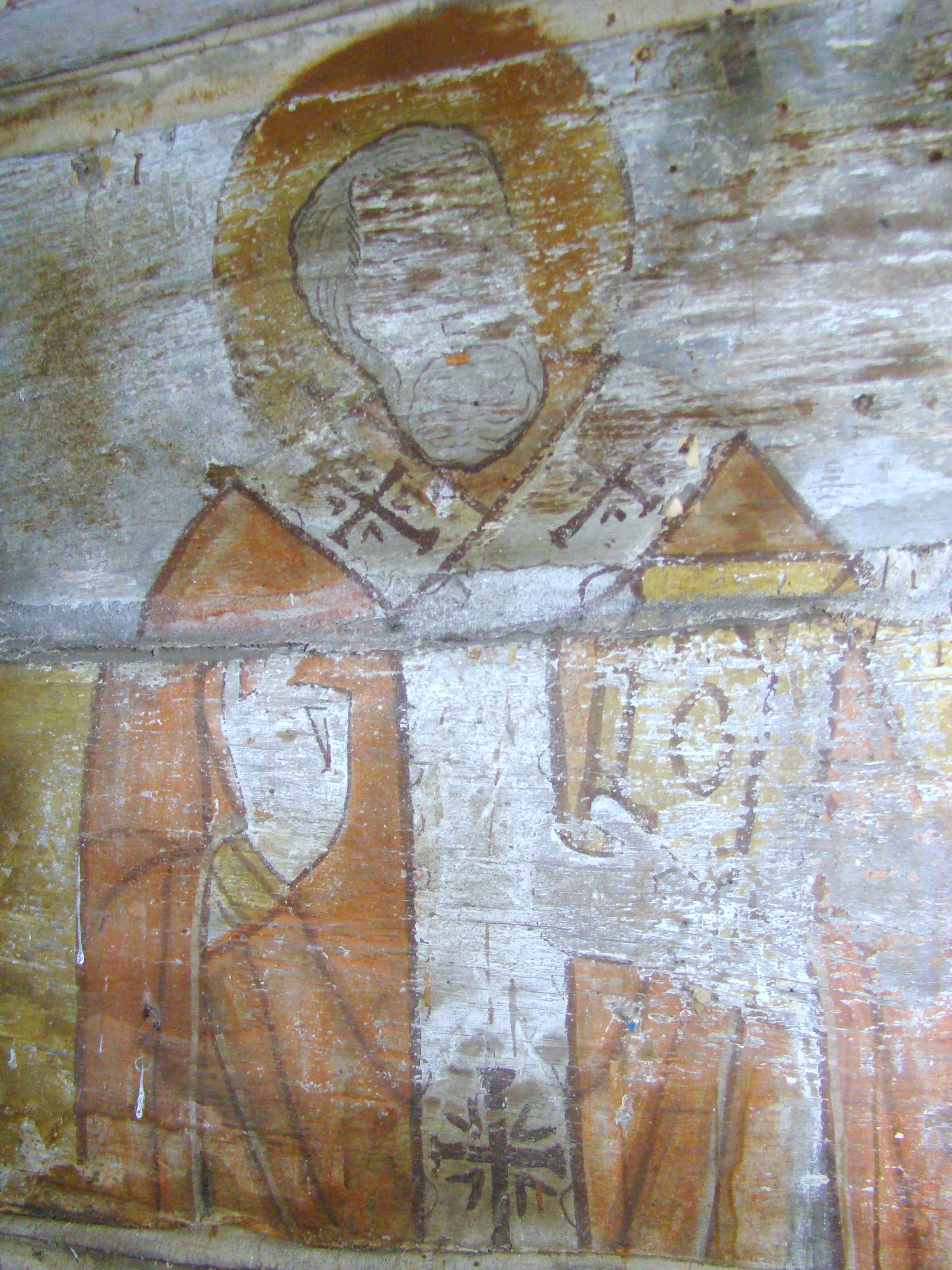
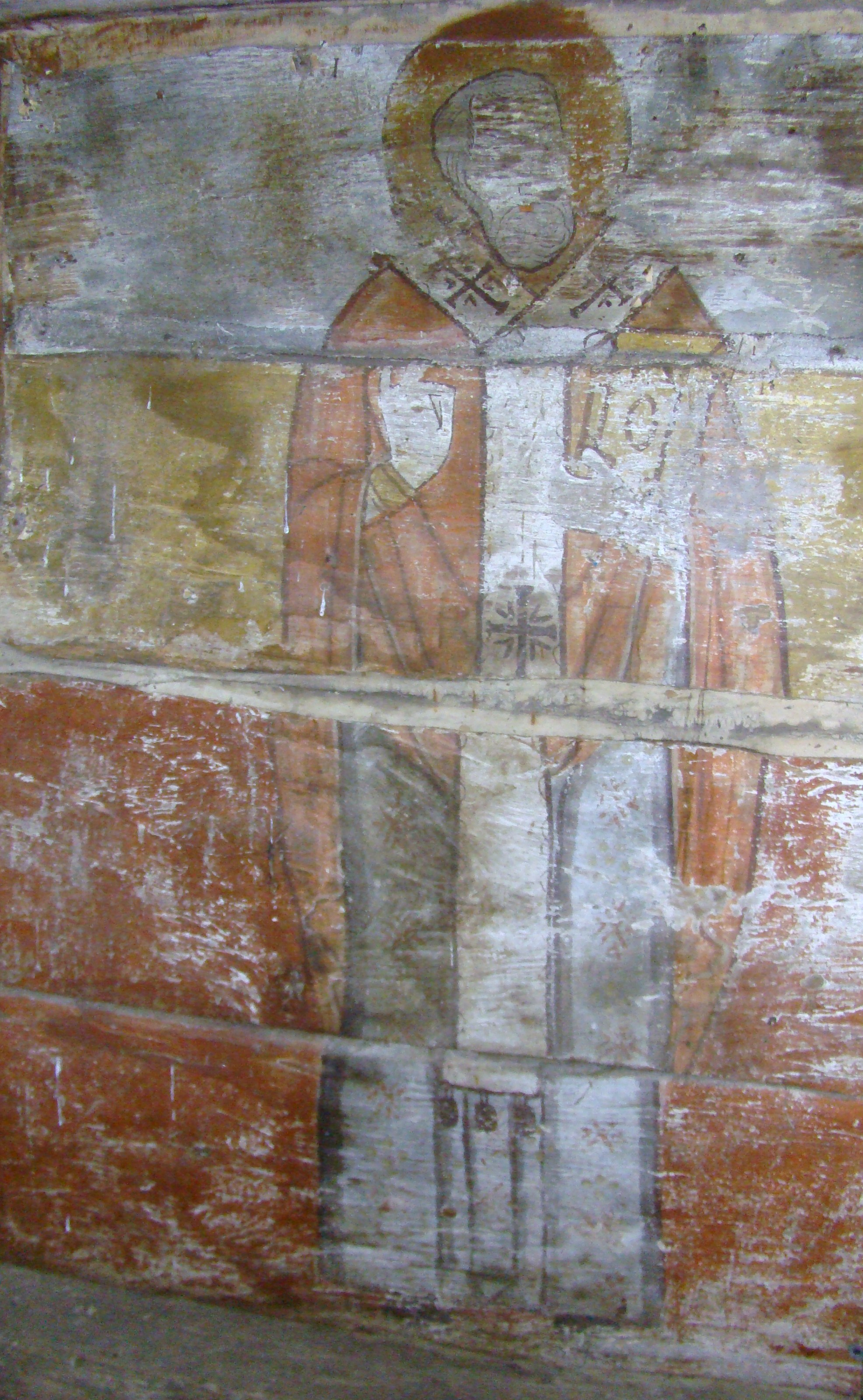
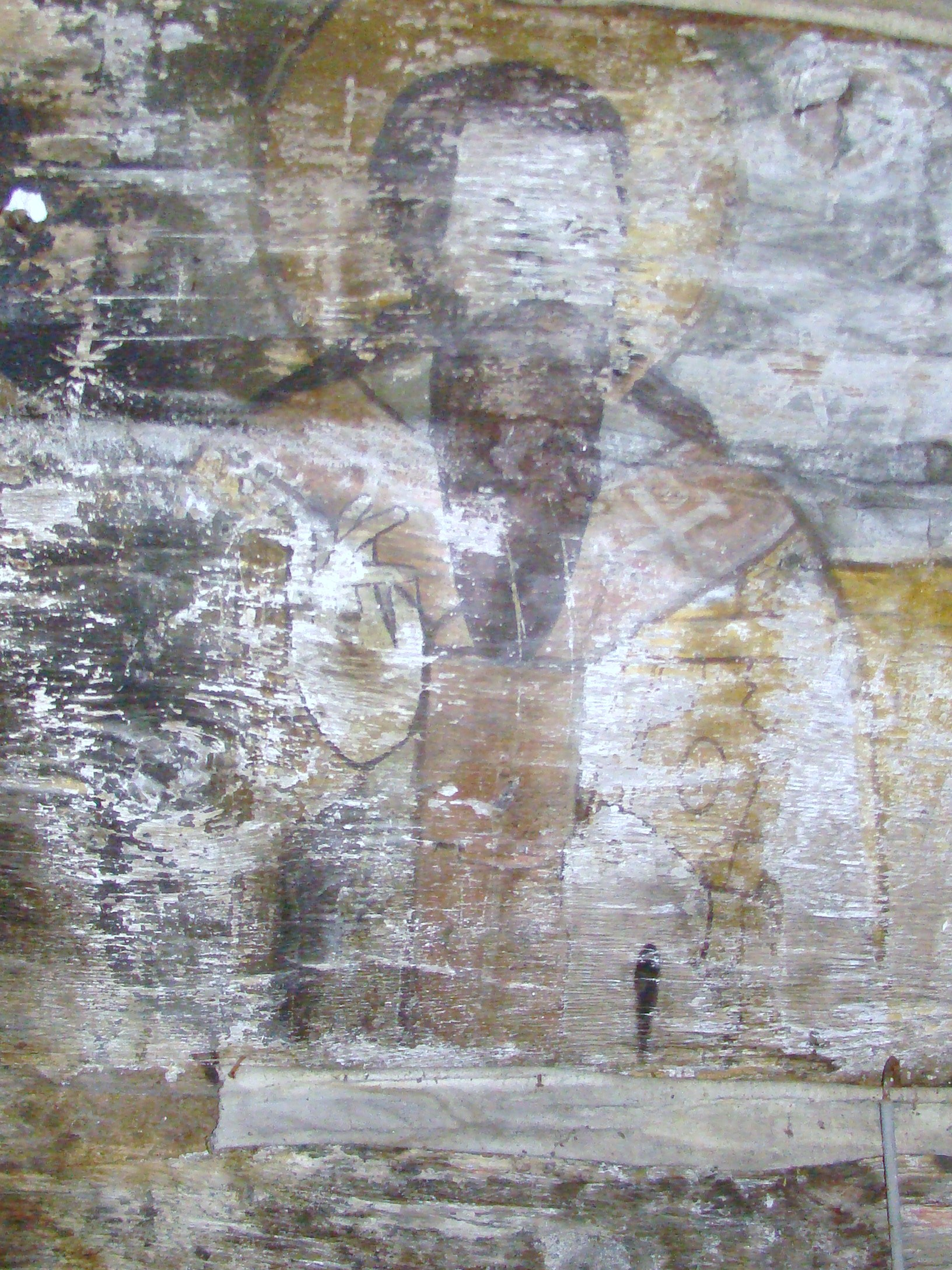
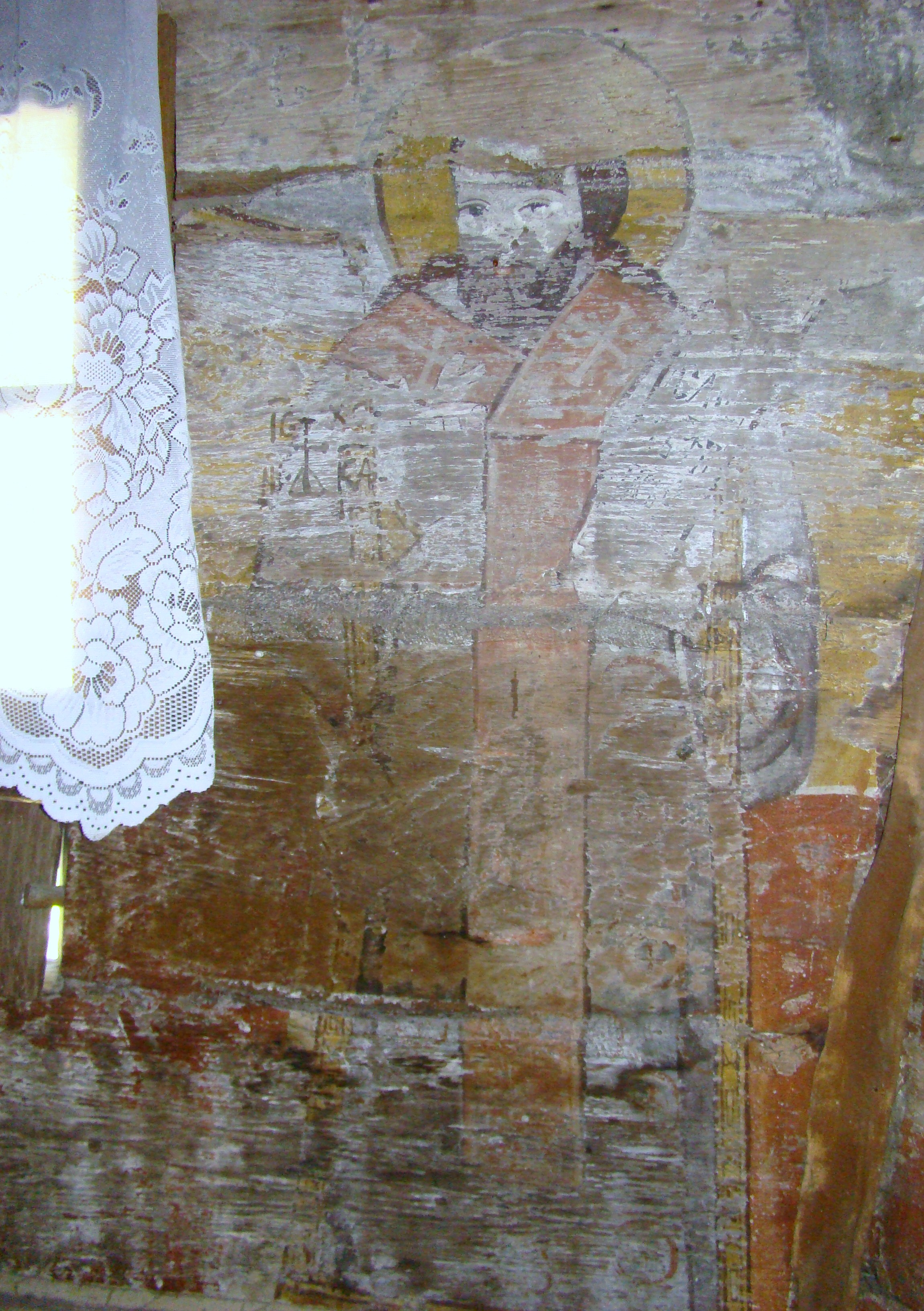
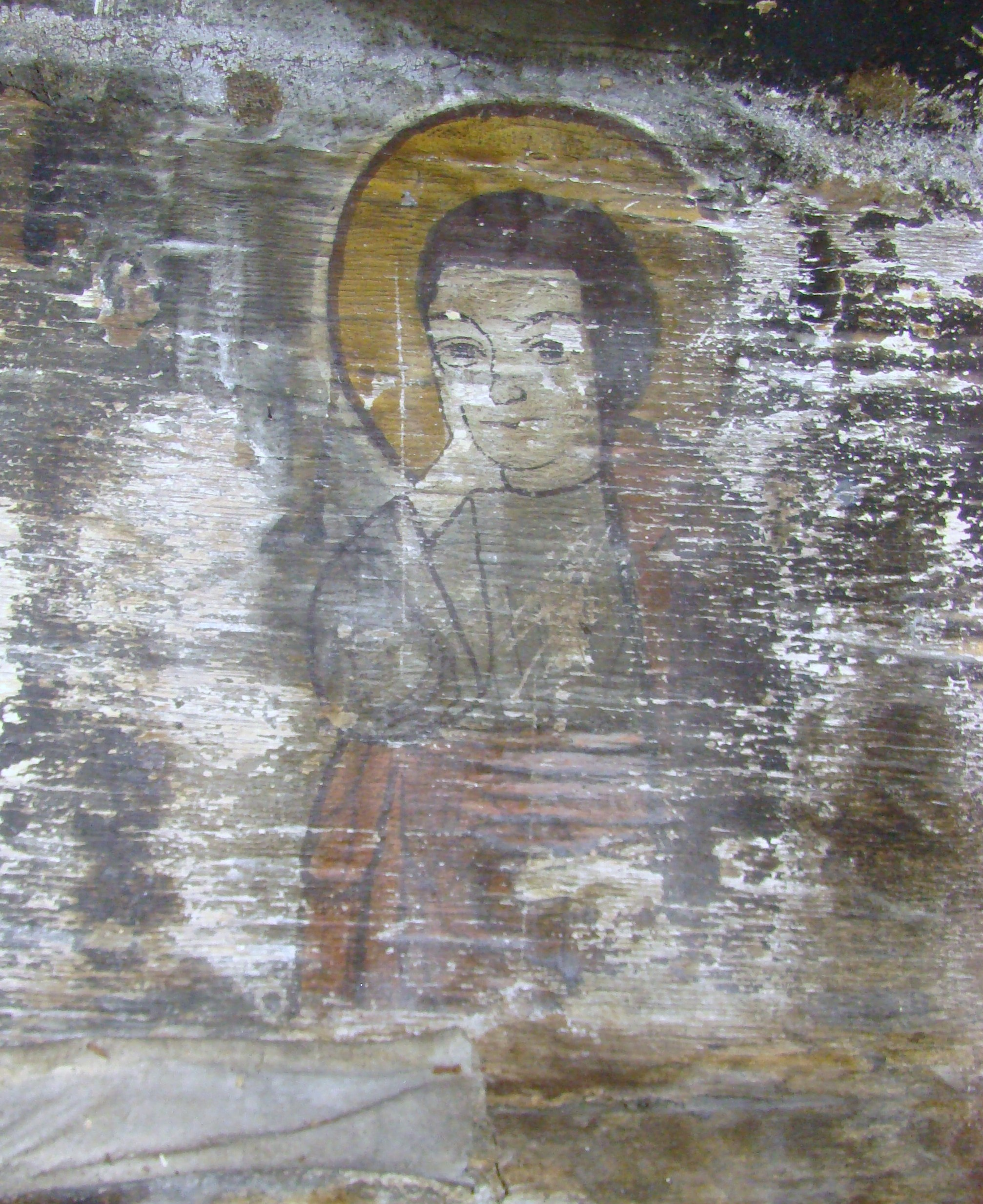
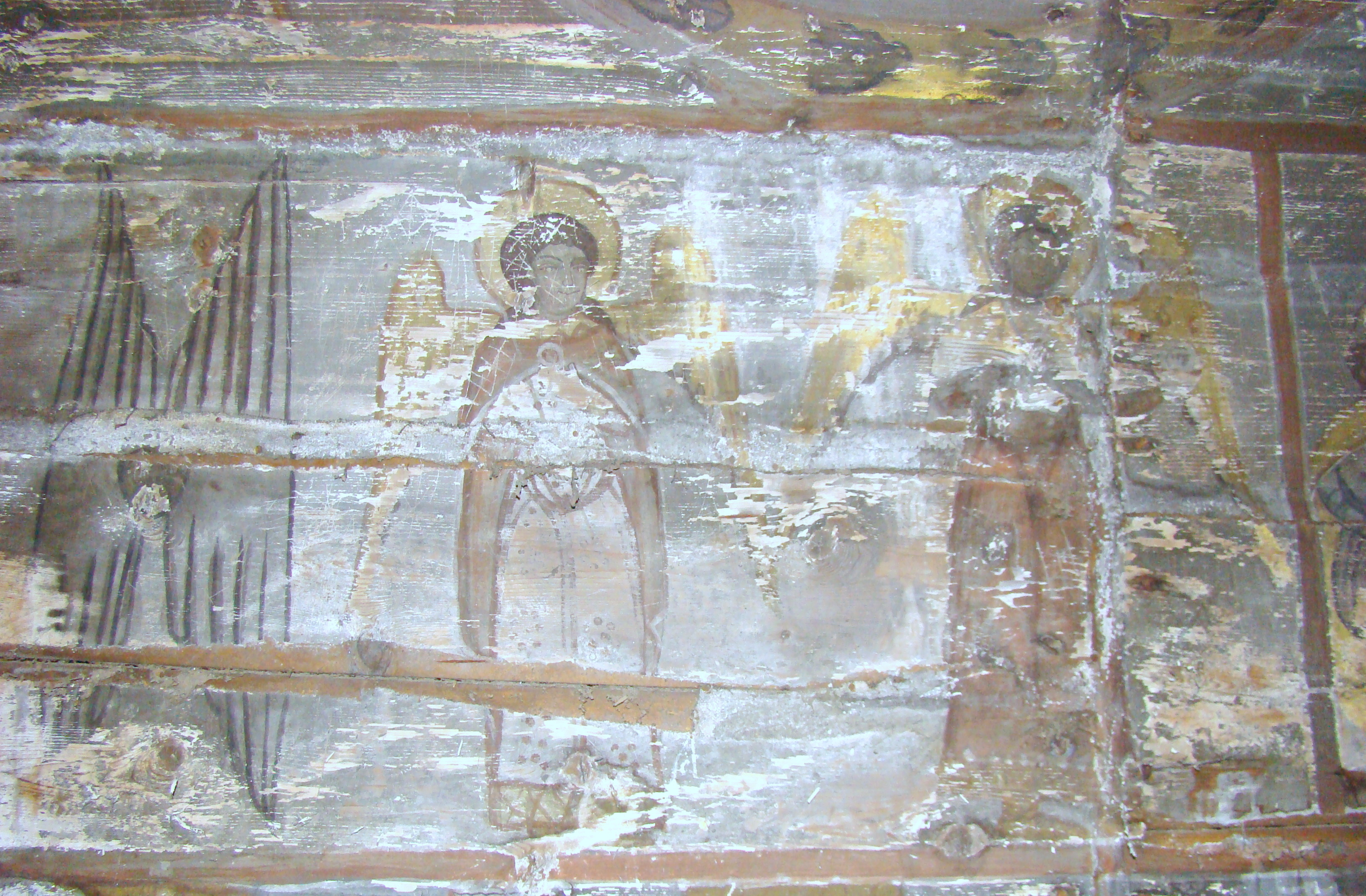
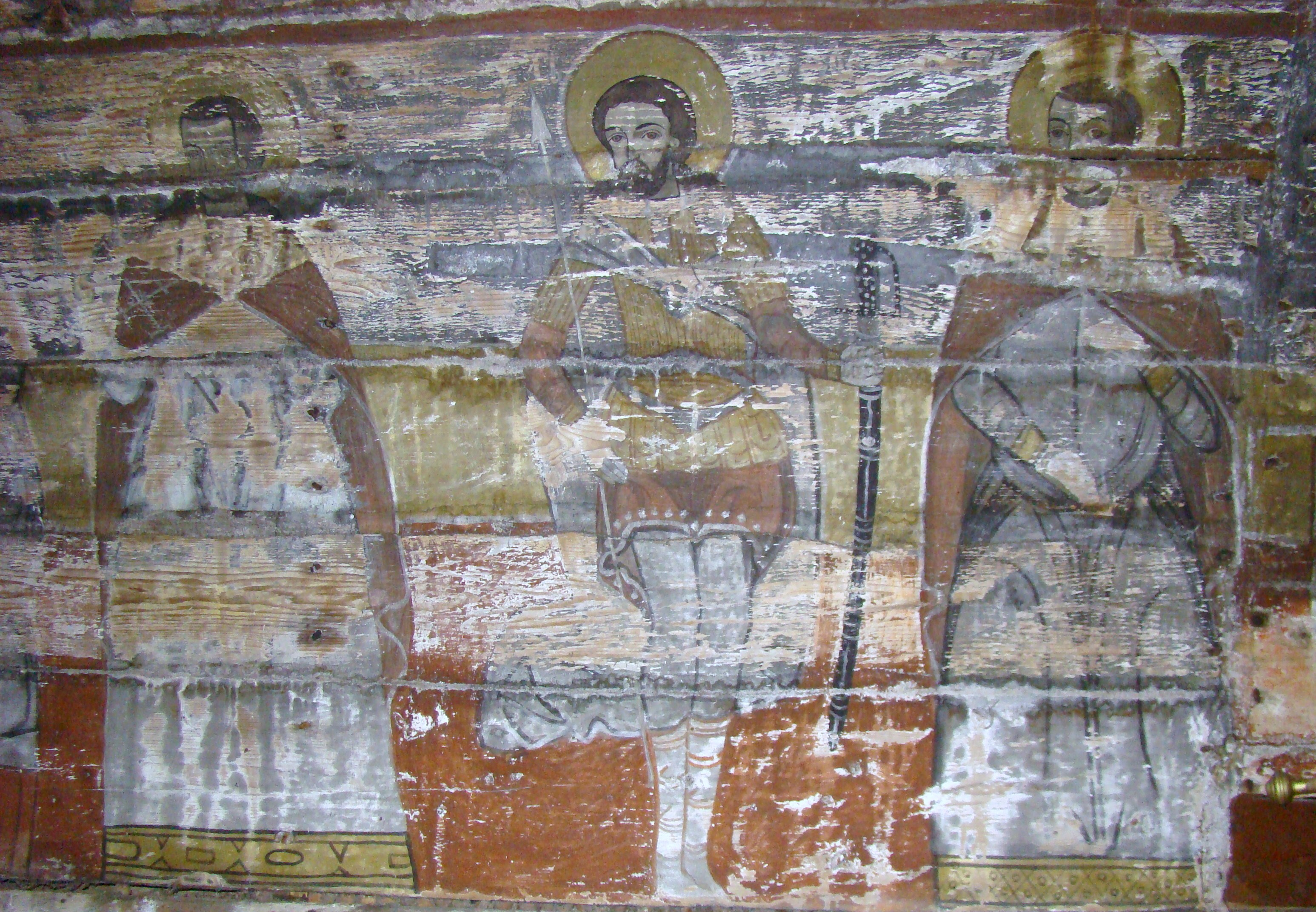
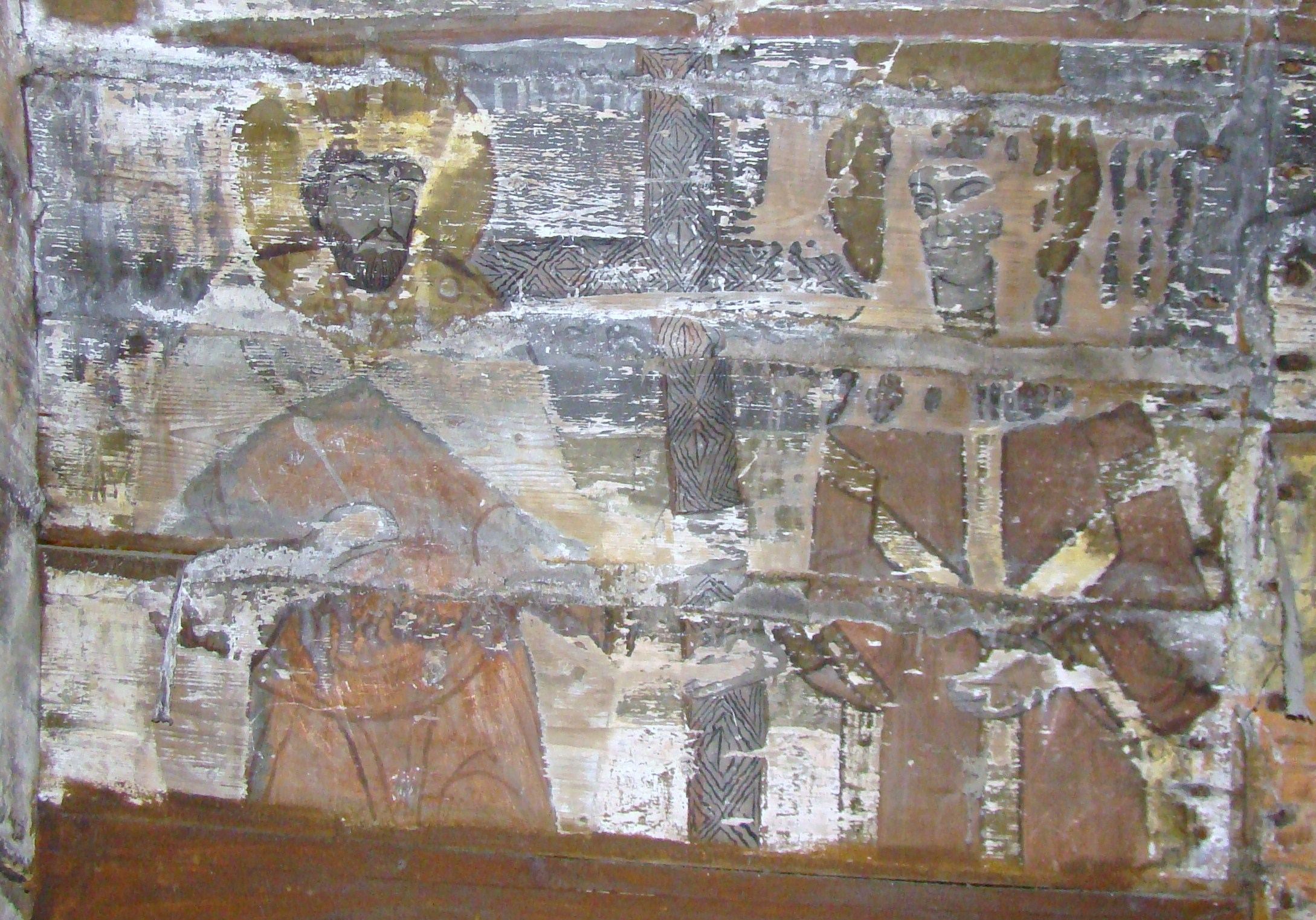
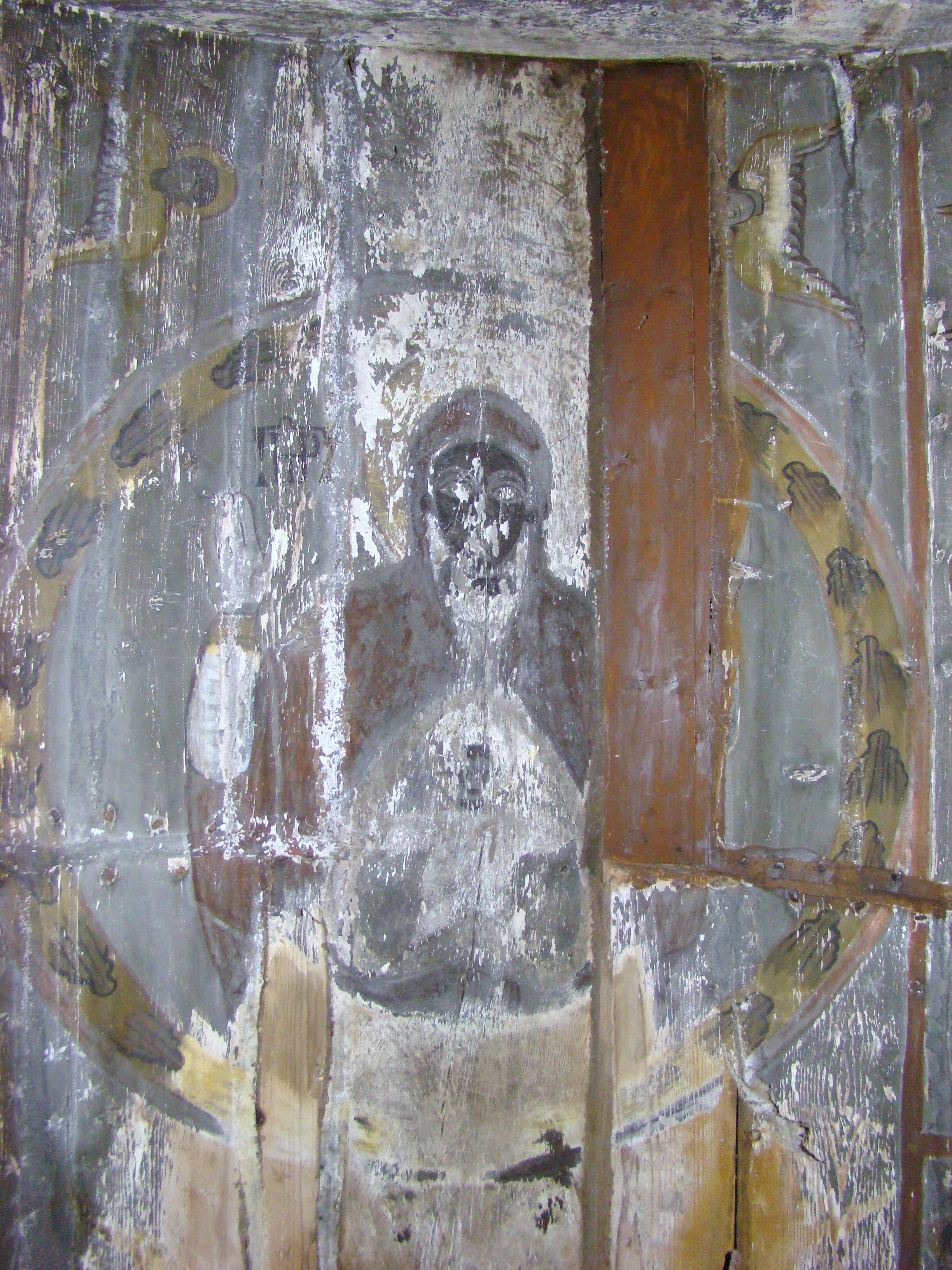
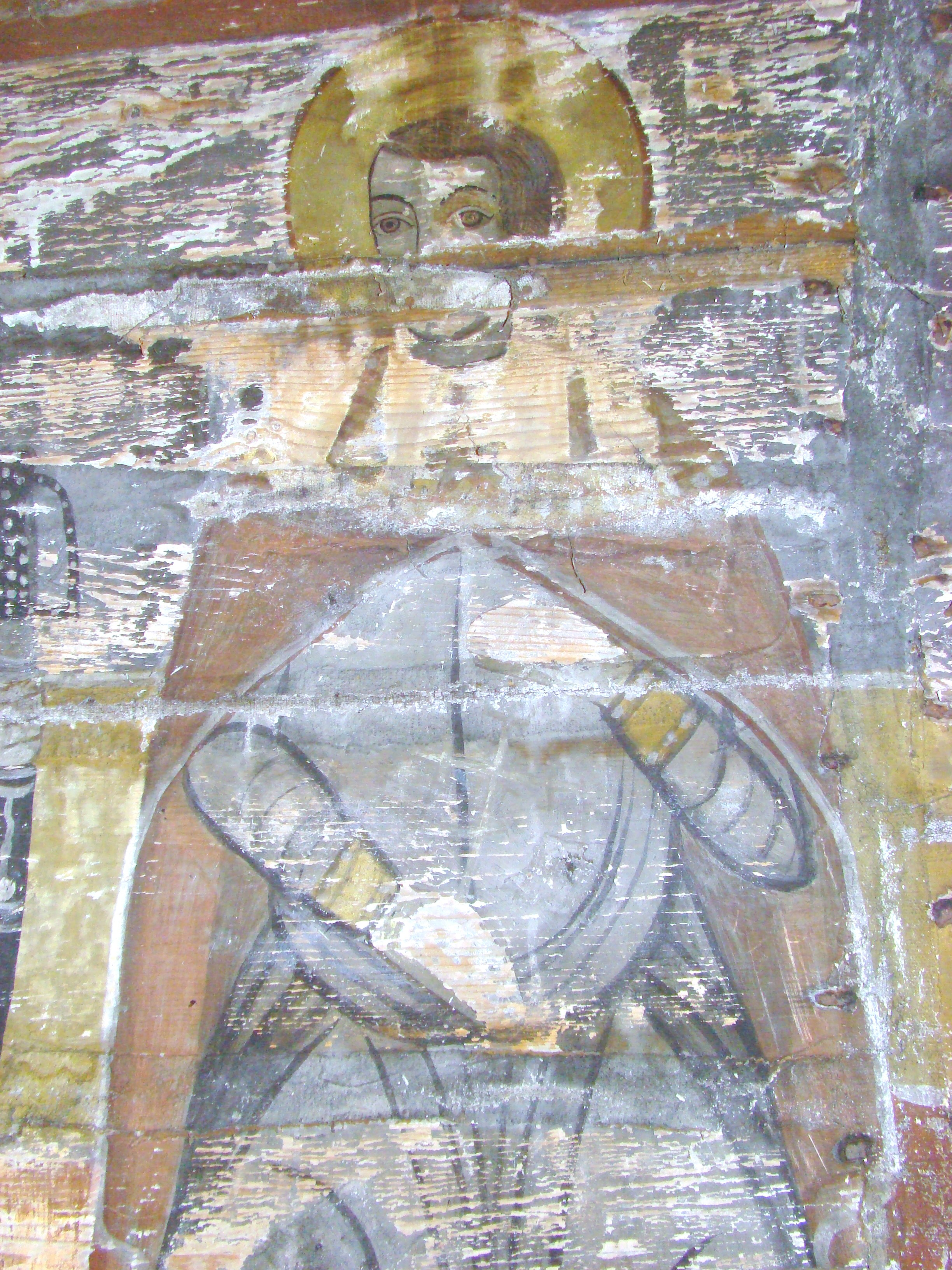
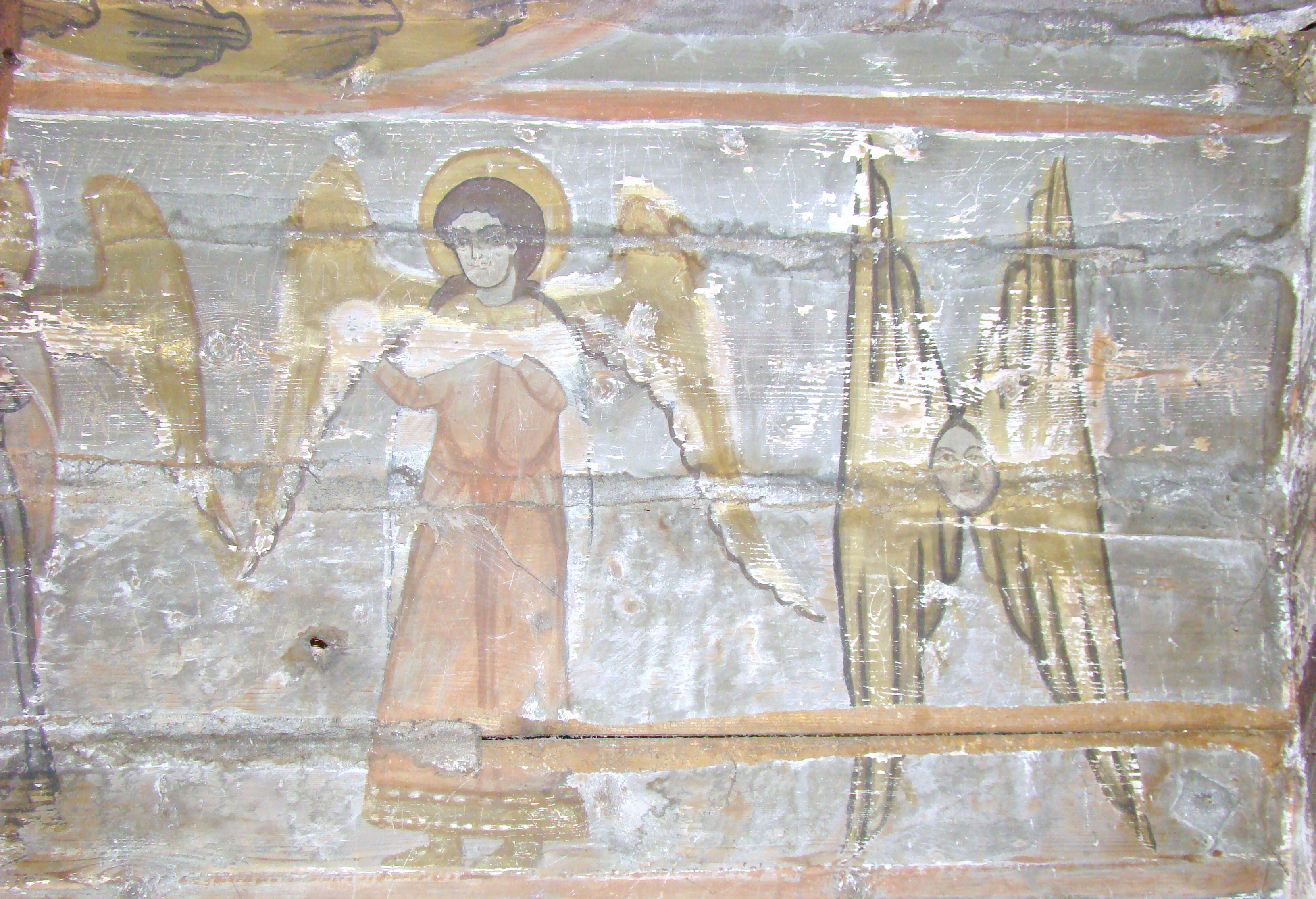
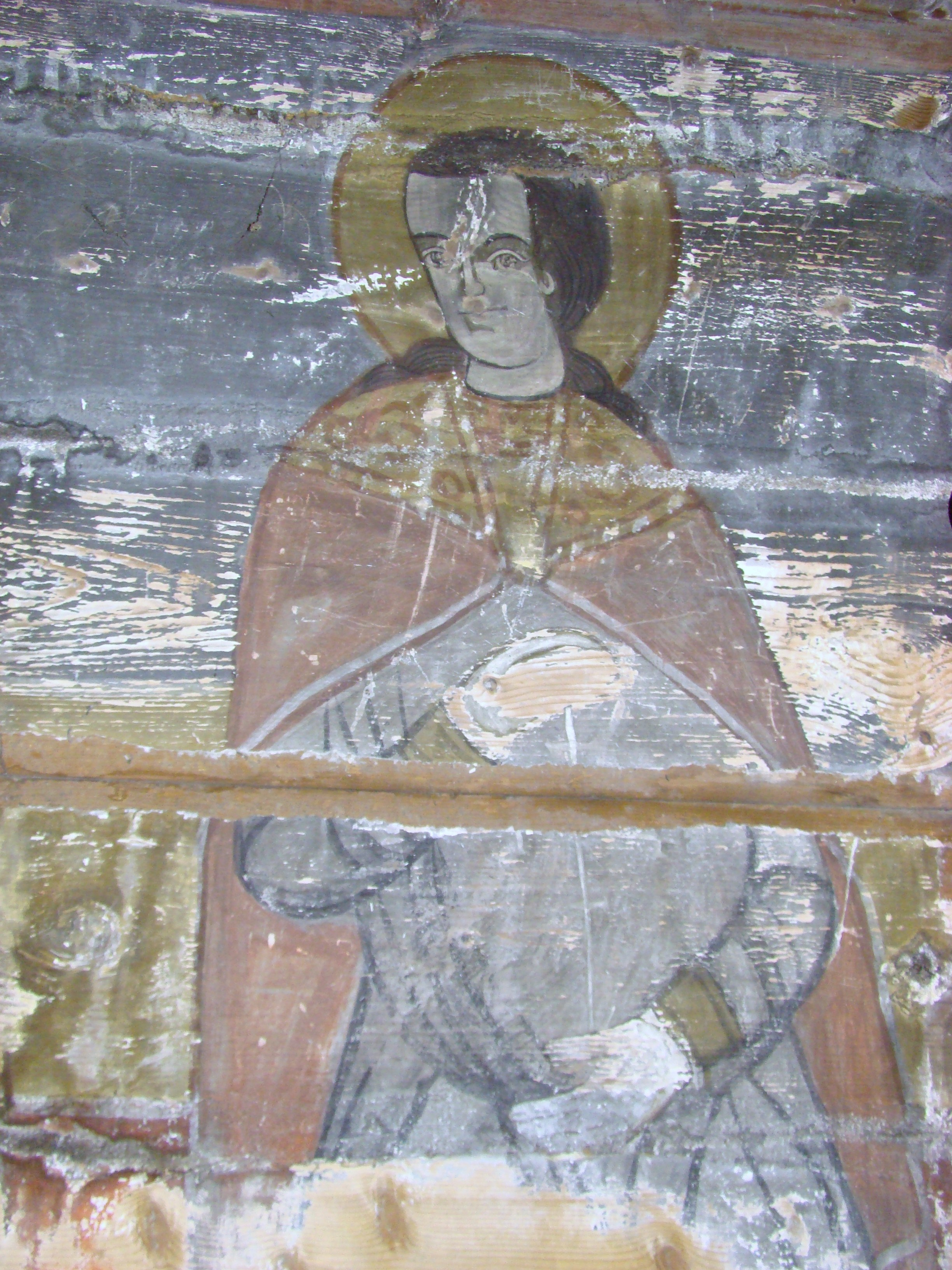
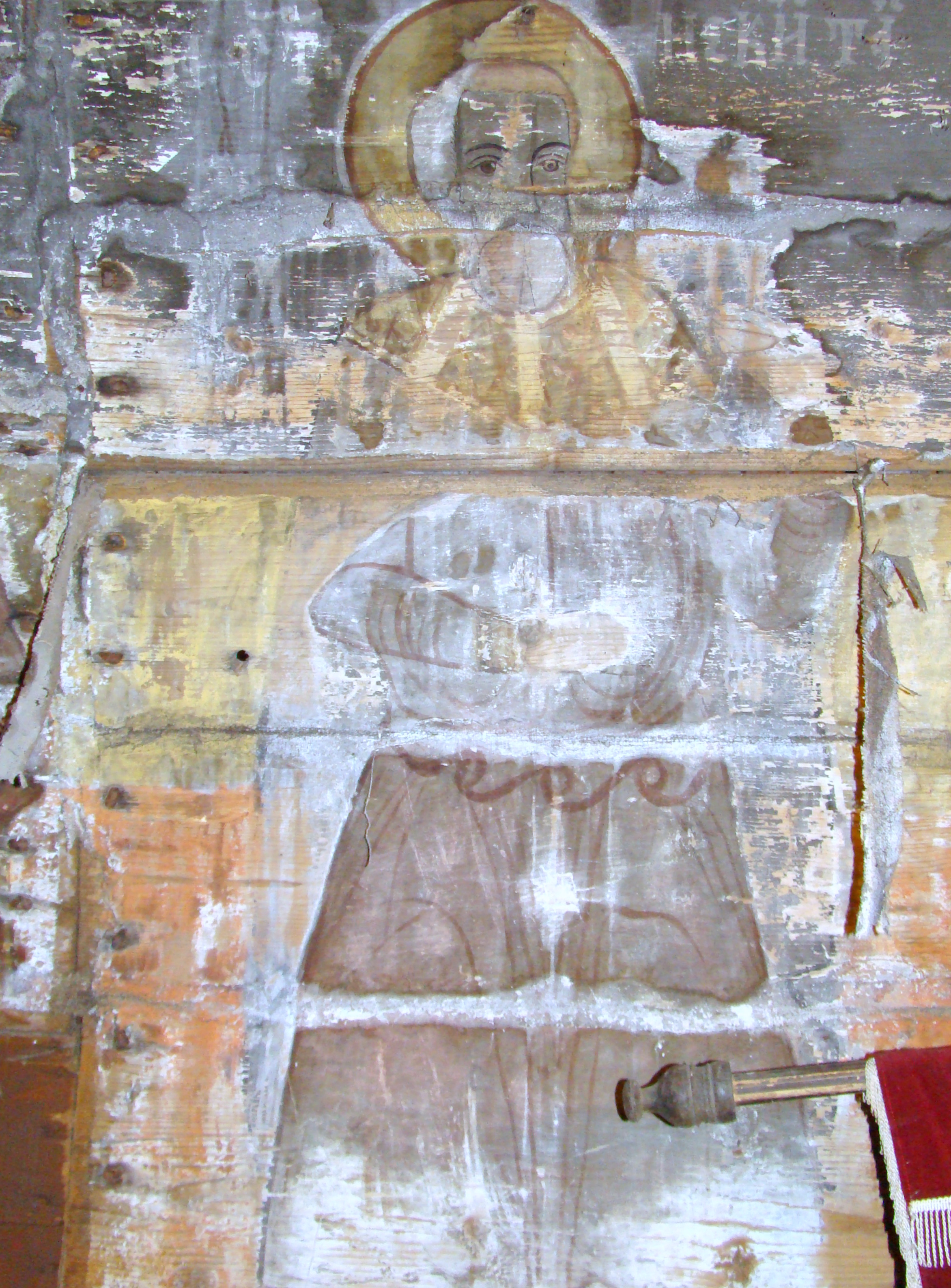
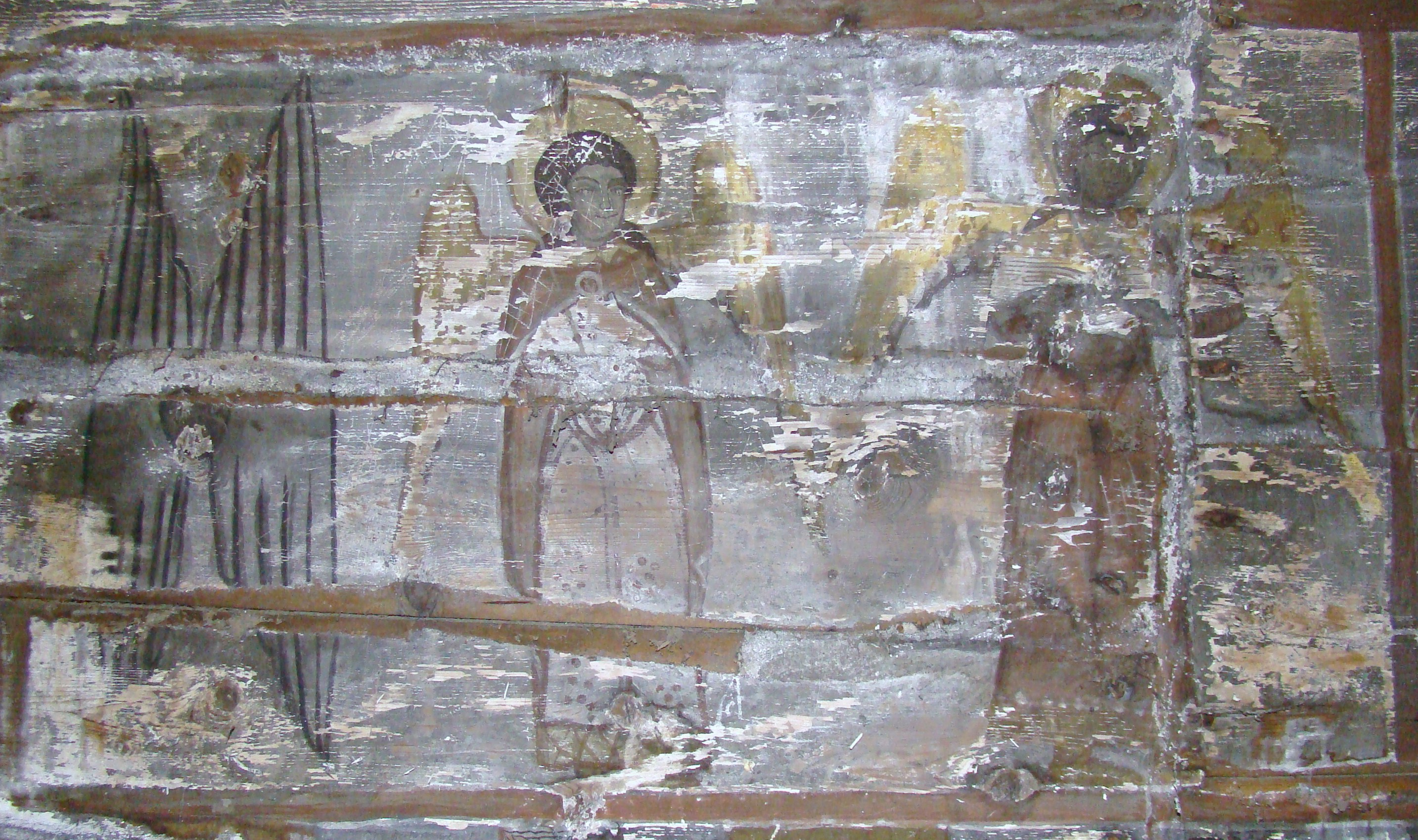

## Imagini din exterior

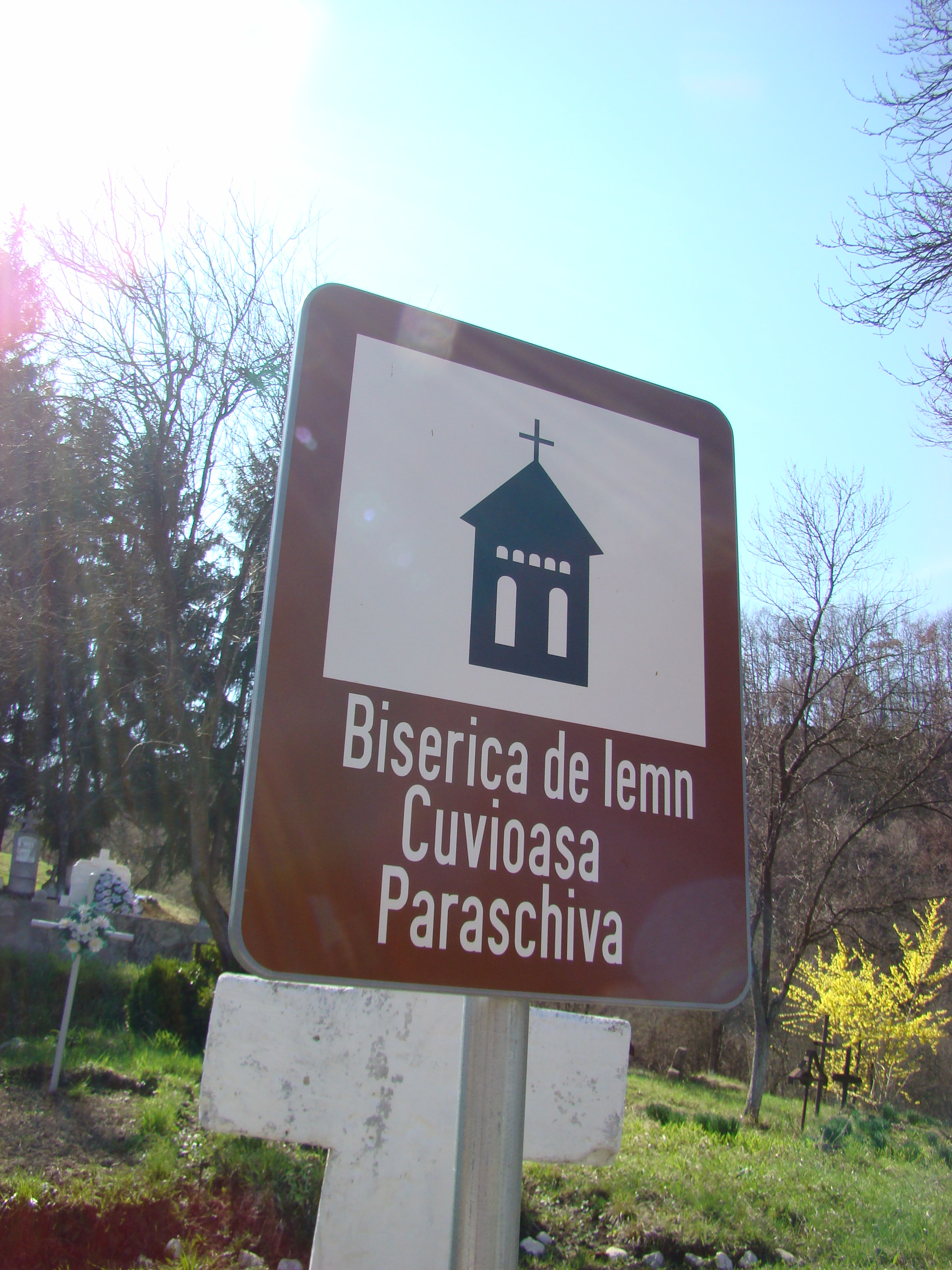
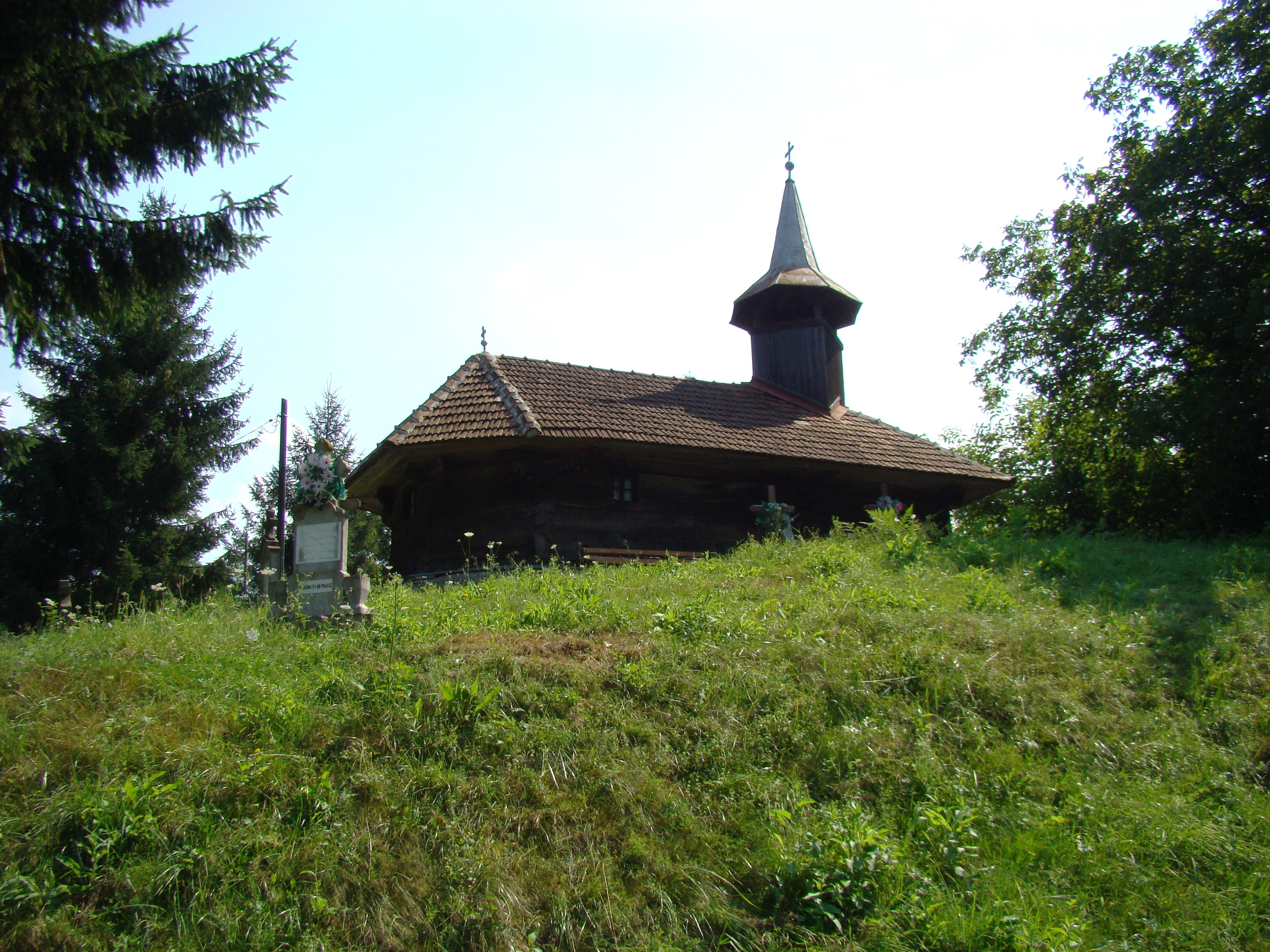
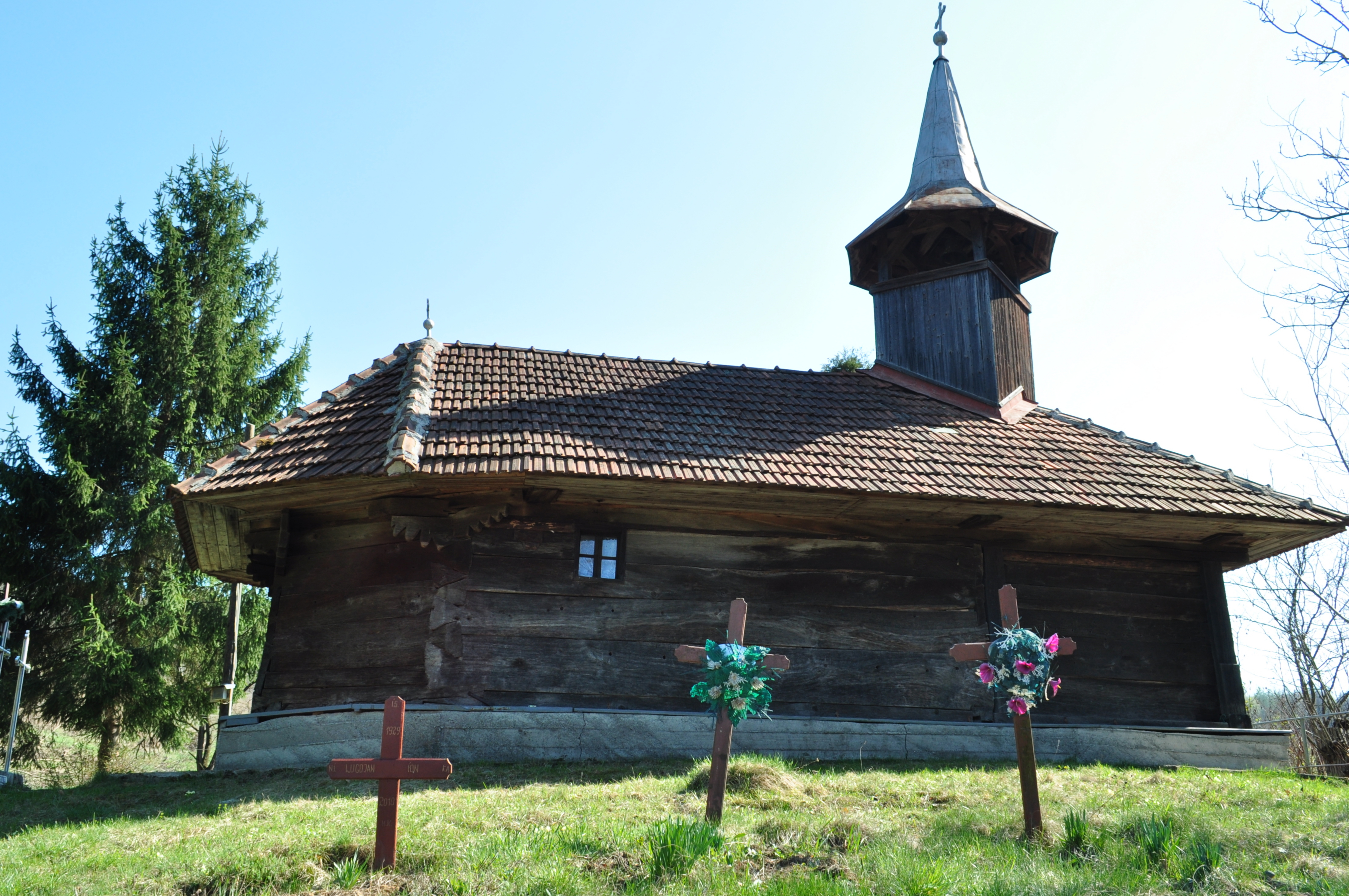
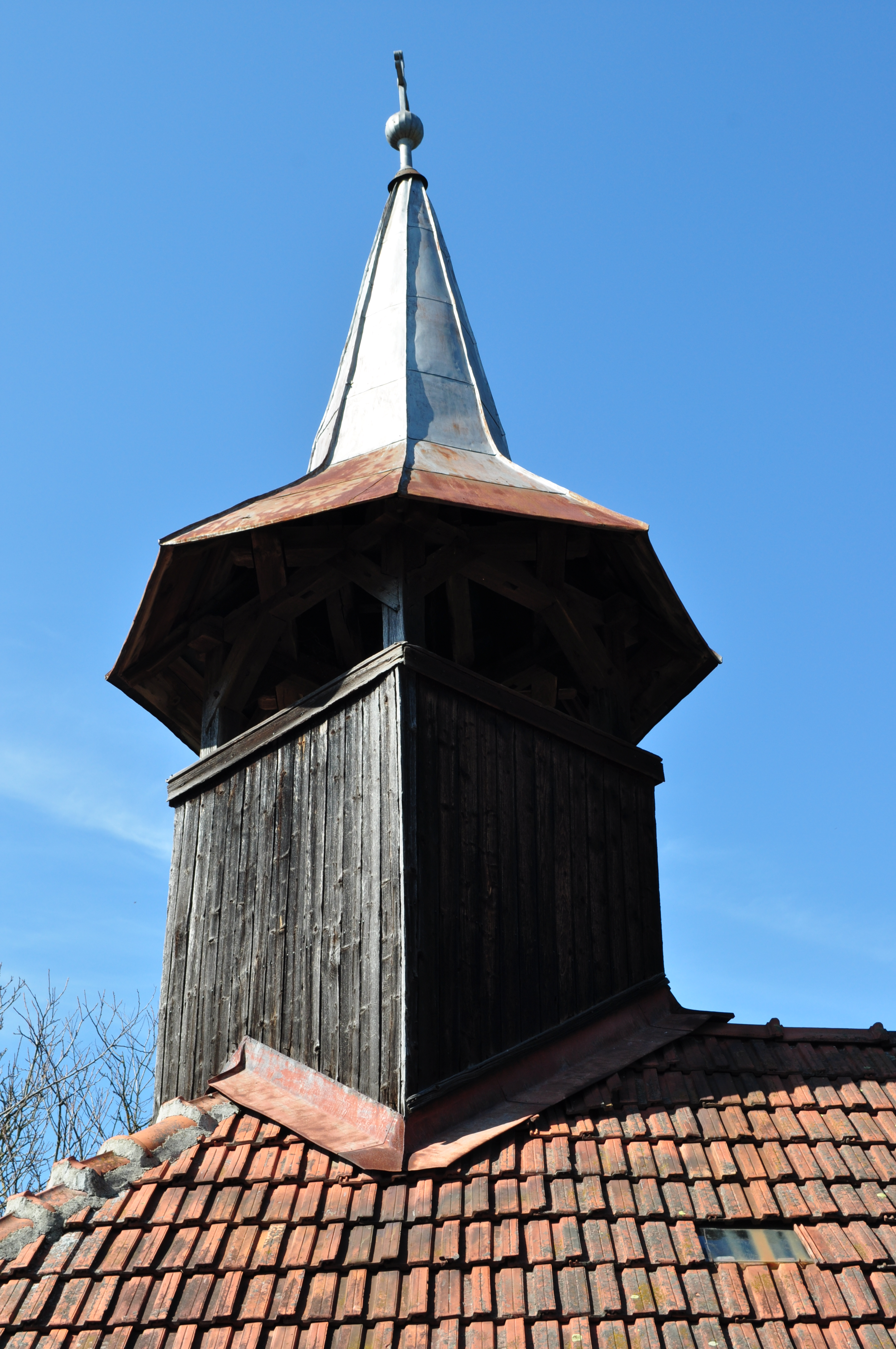
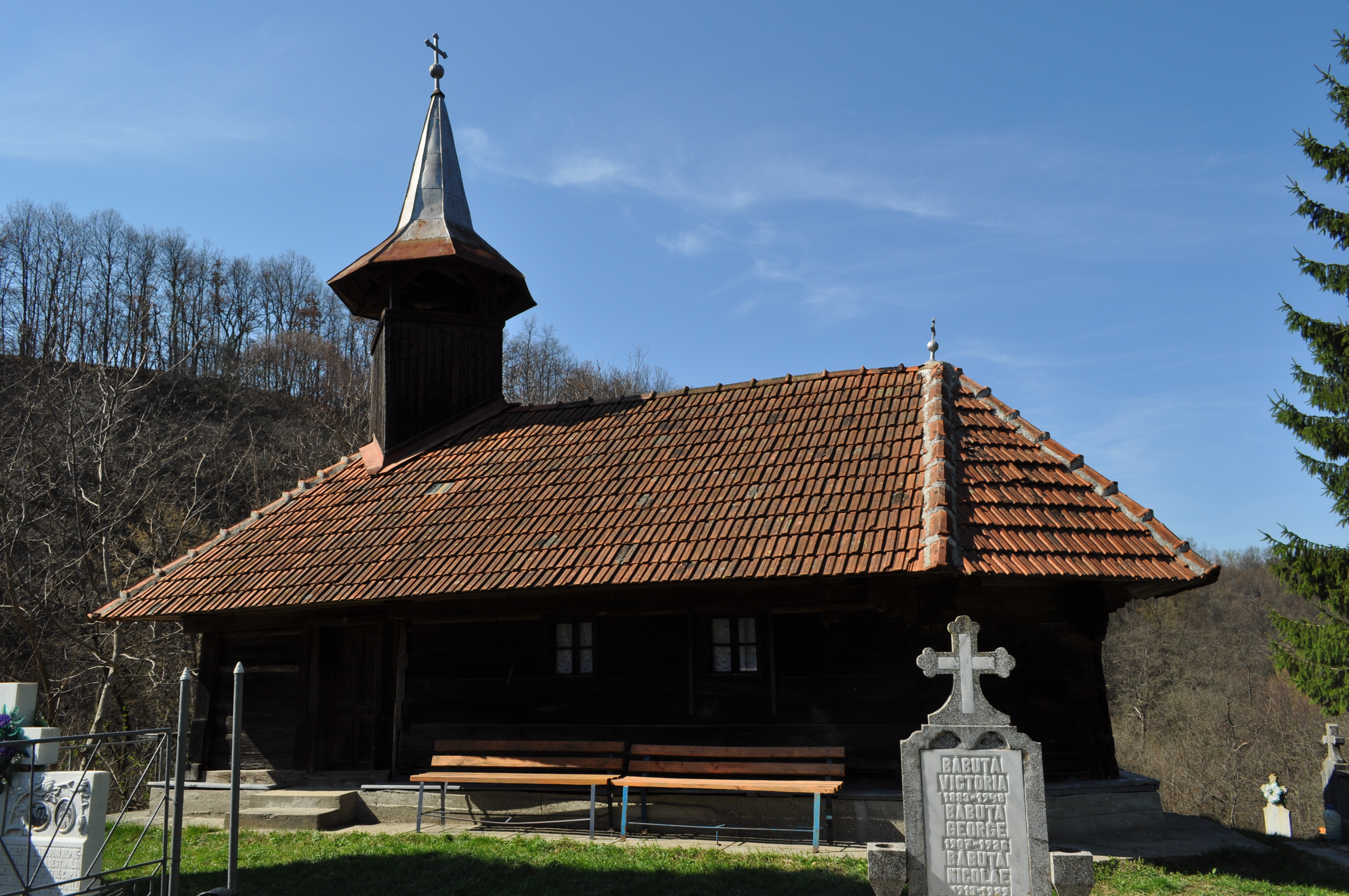
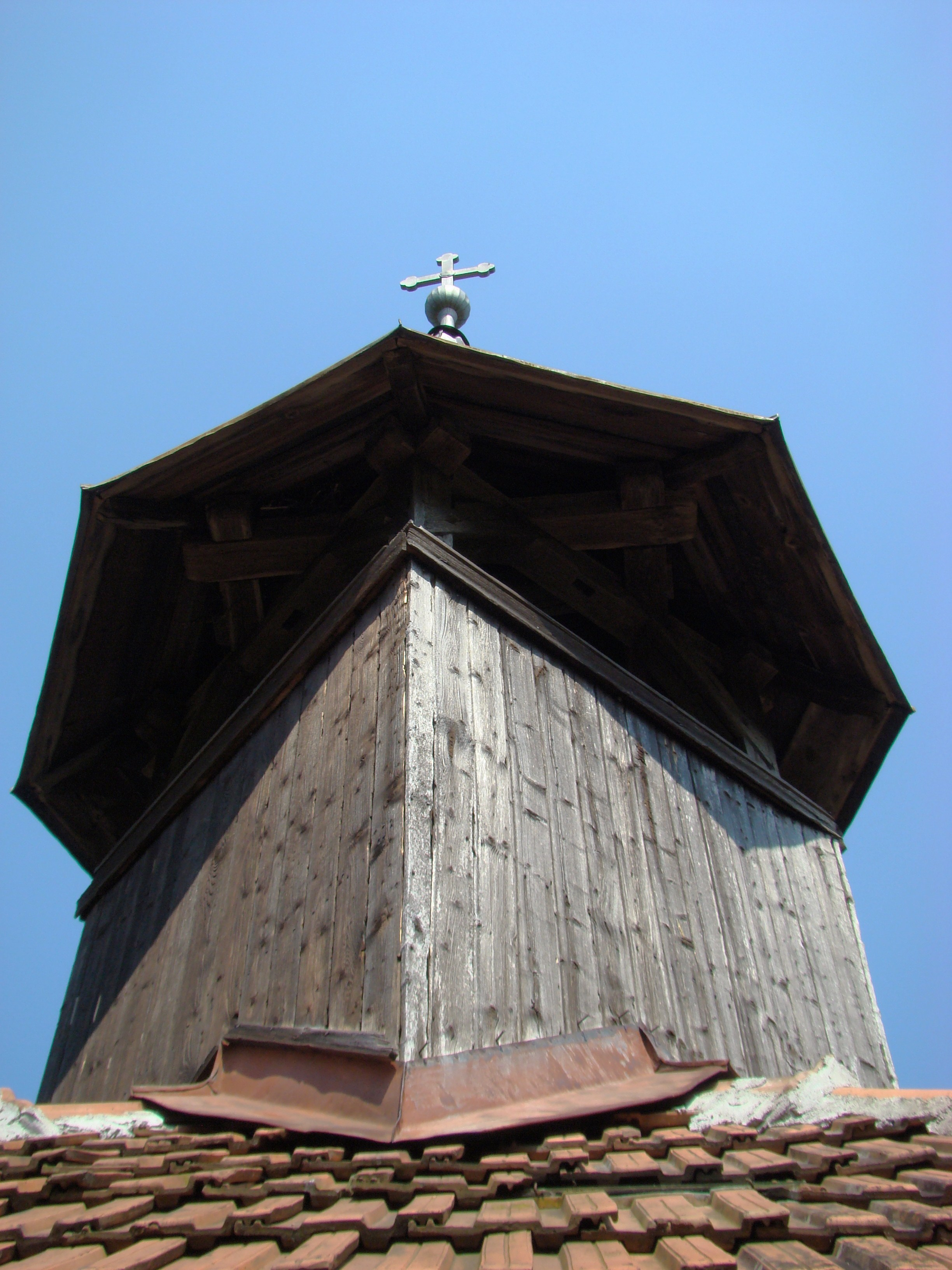
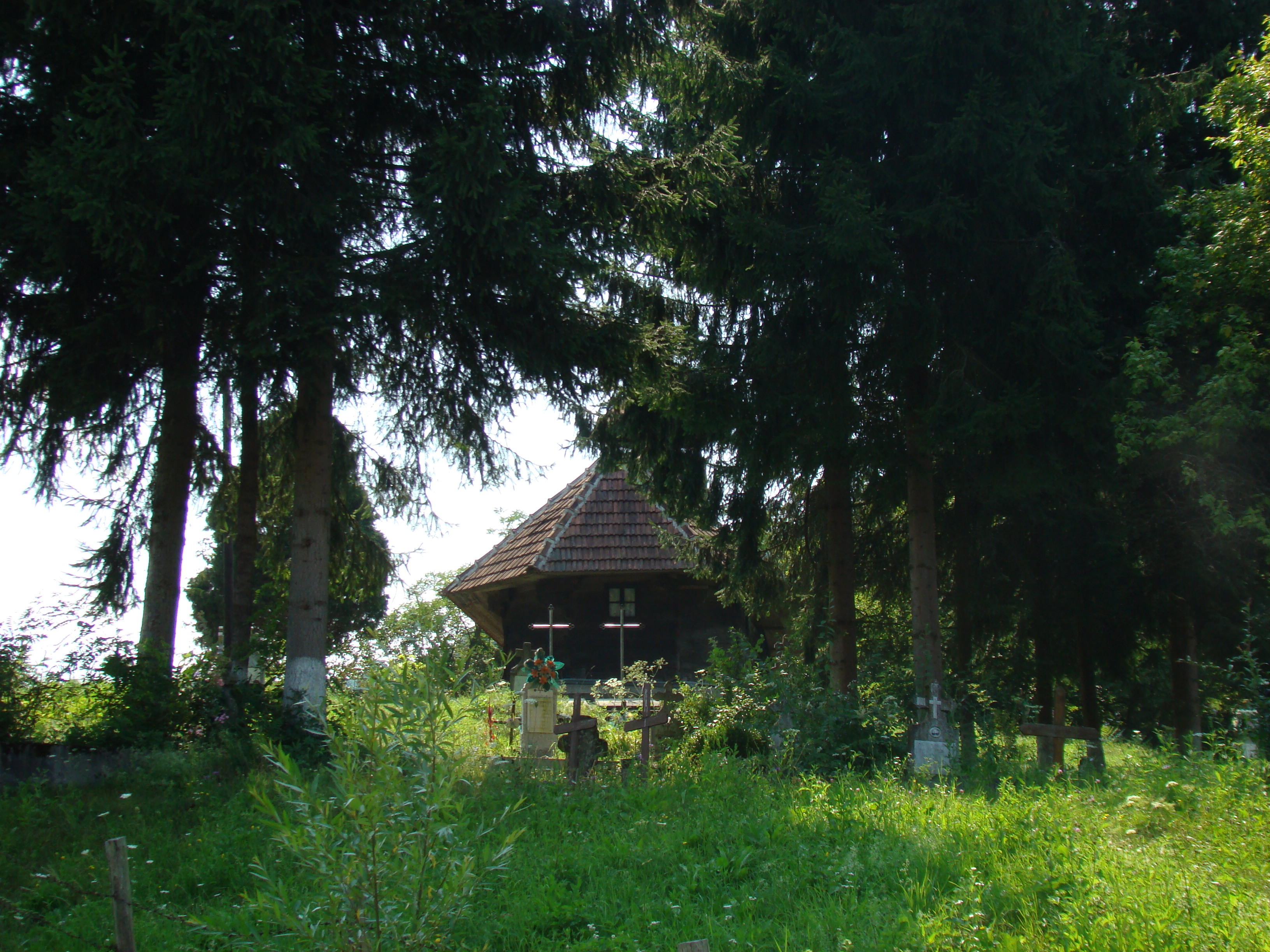
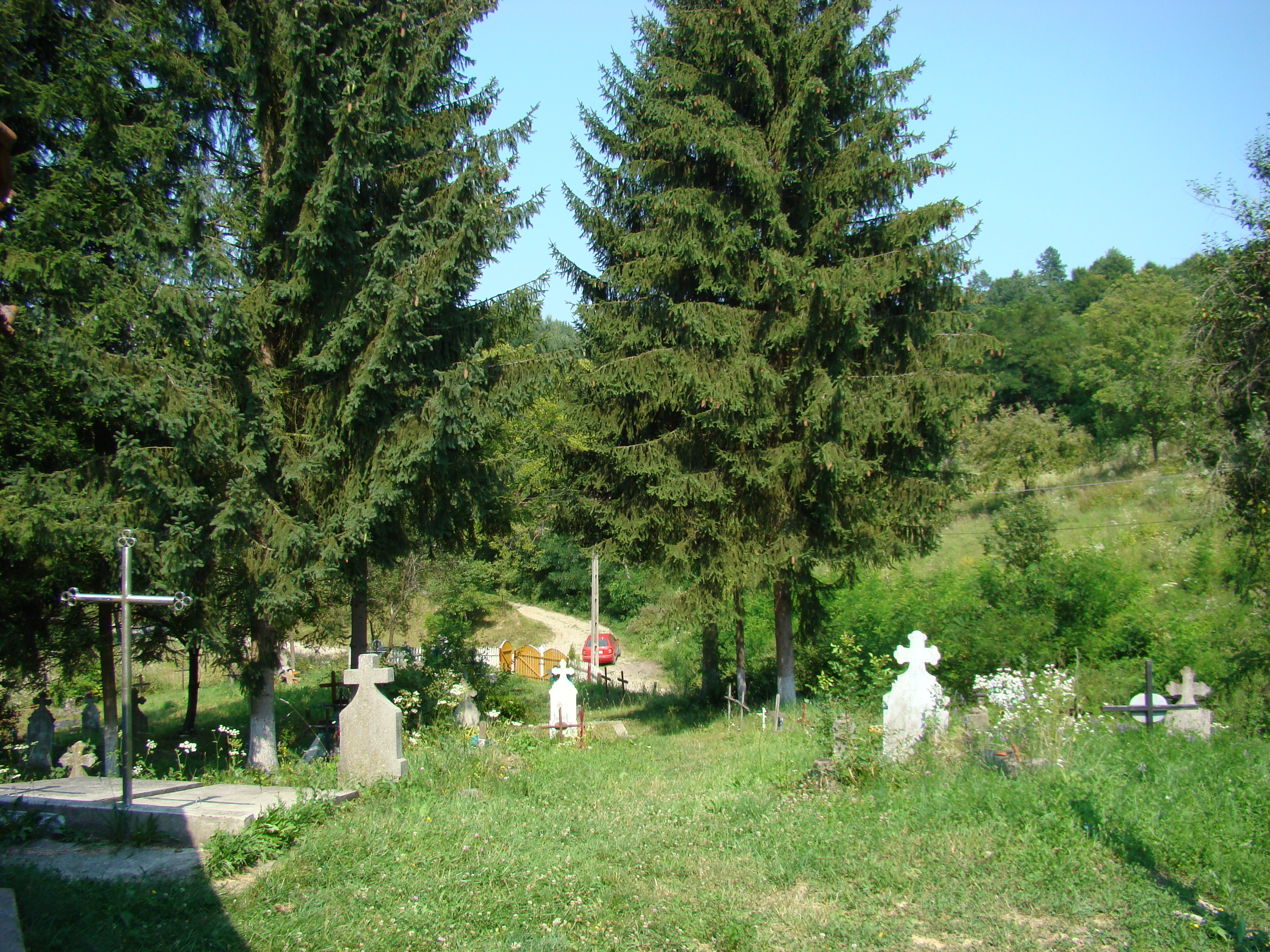
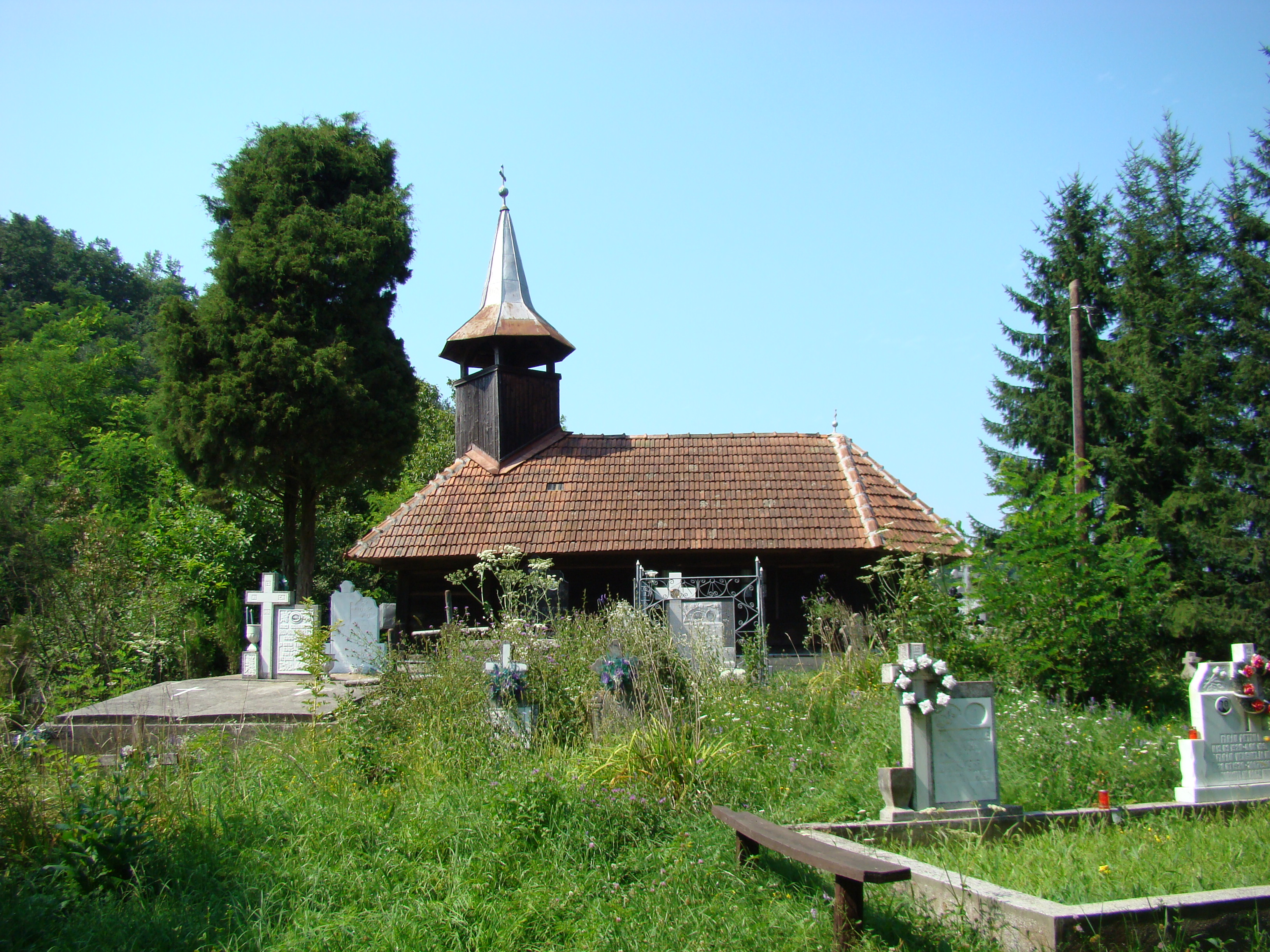
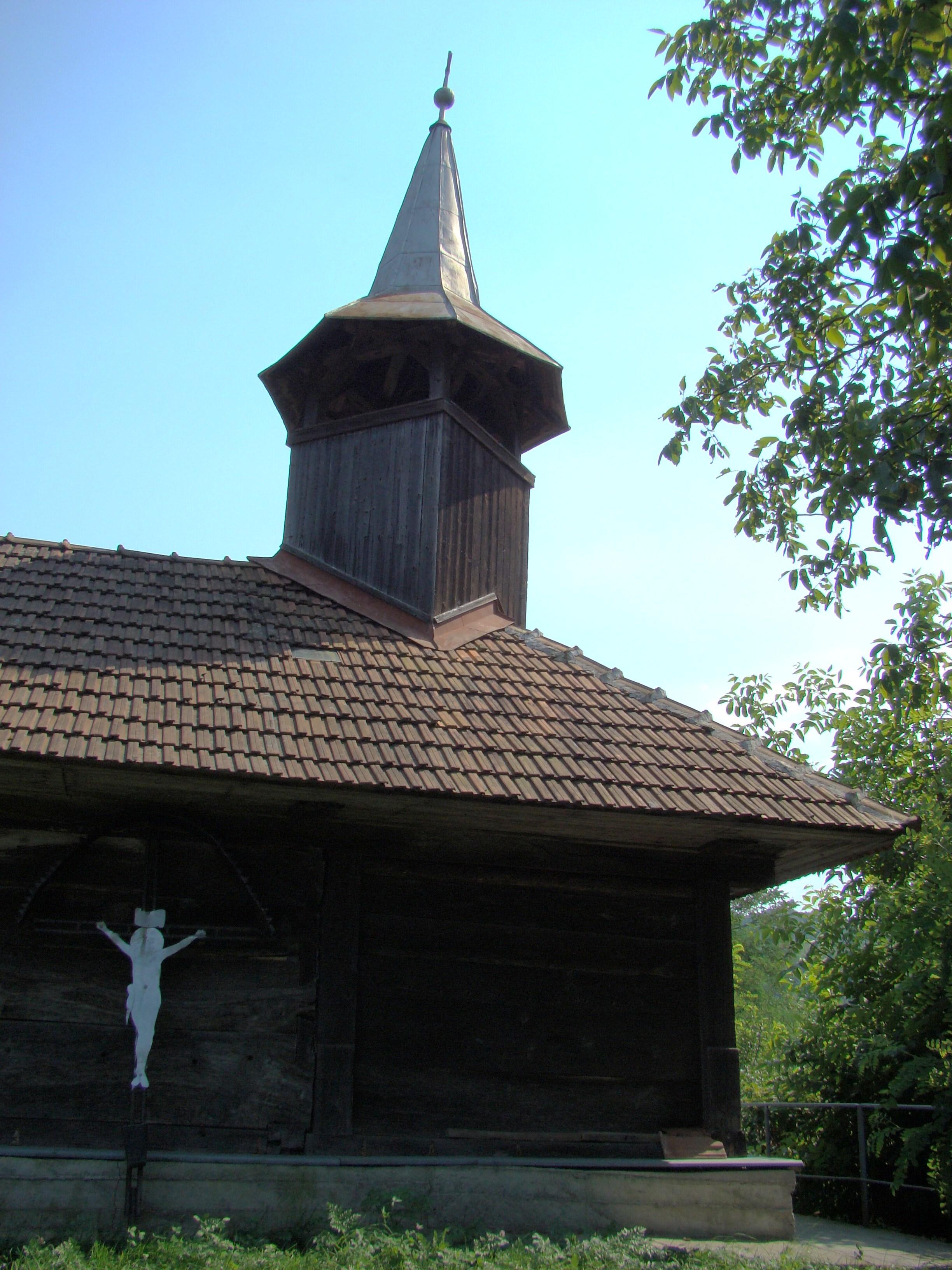
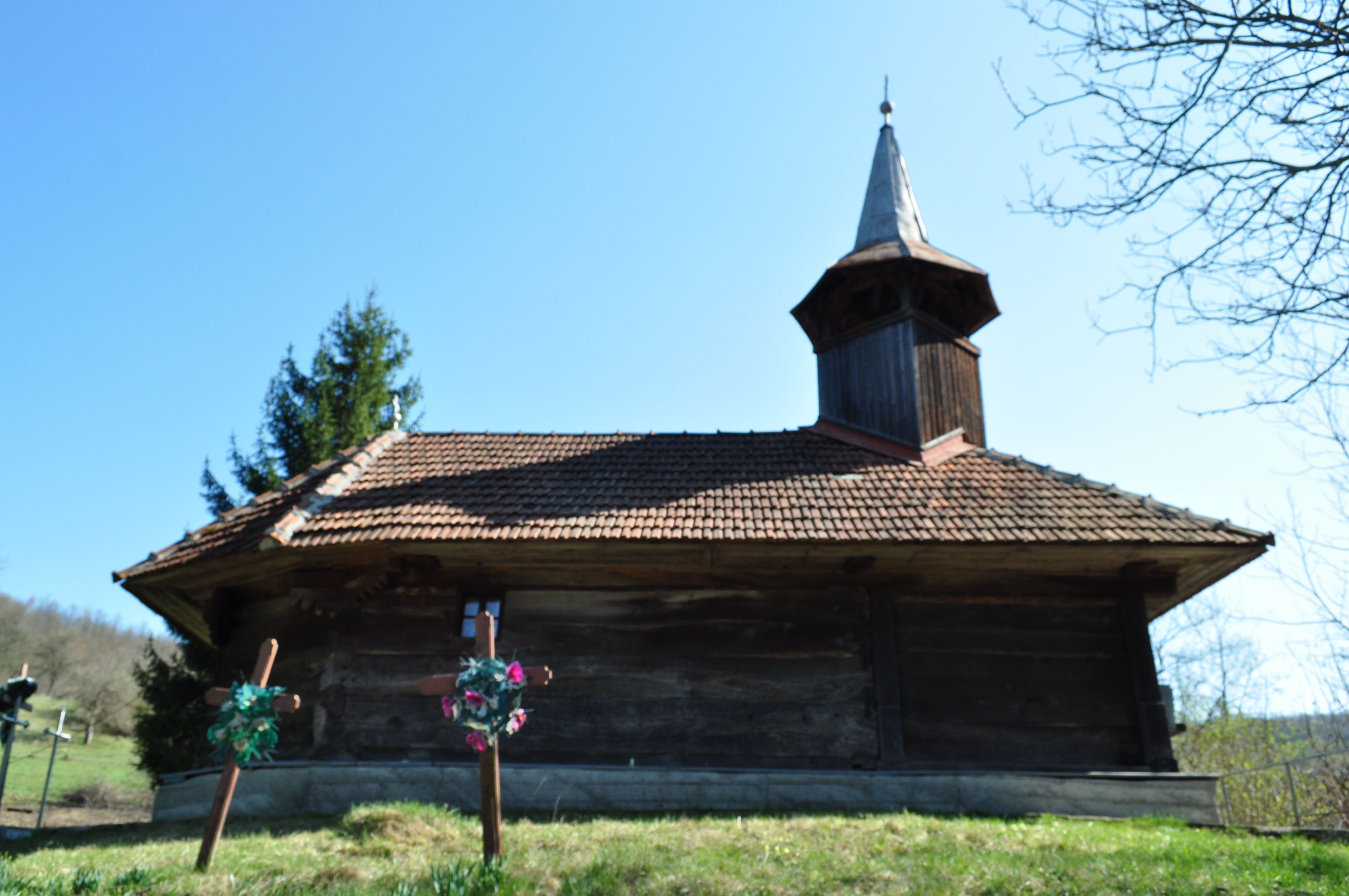
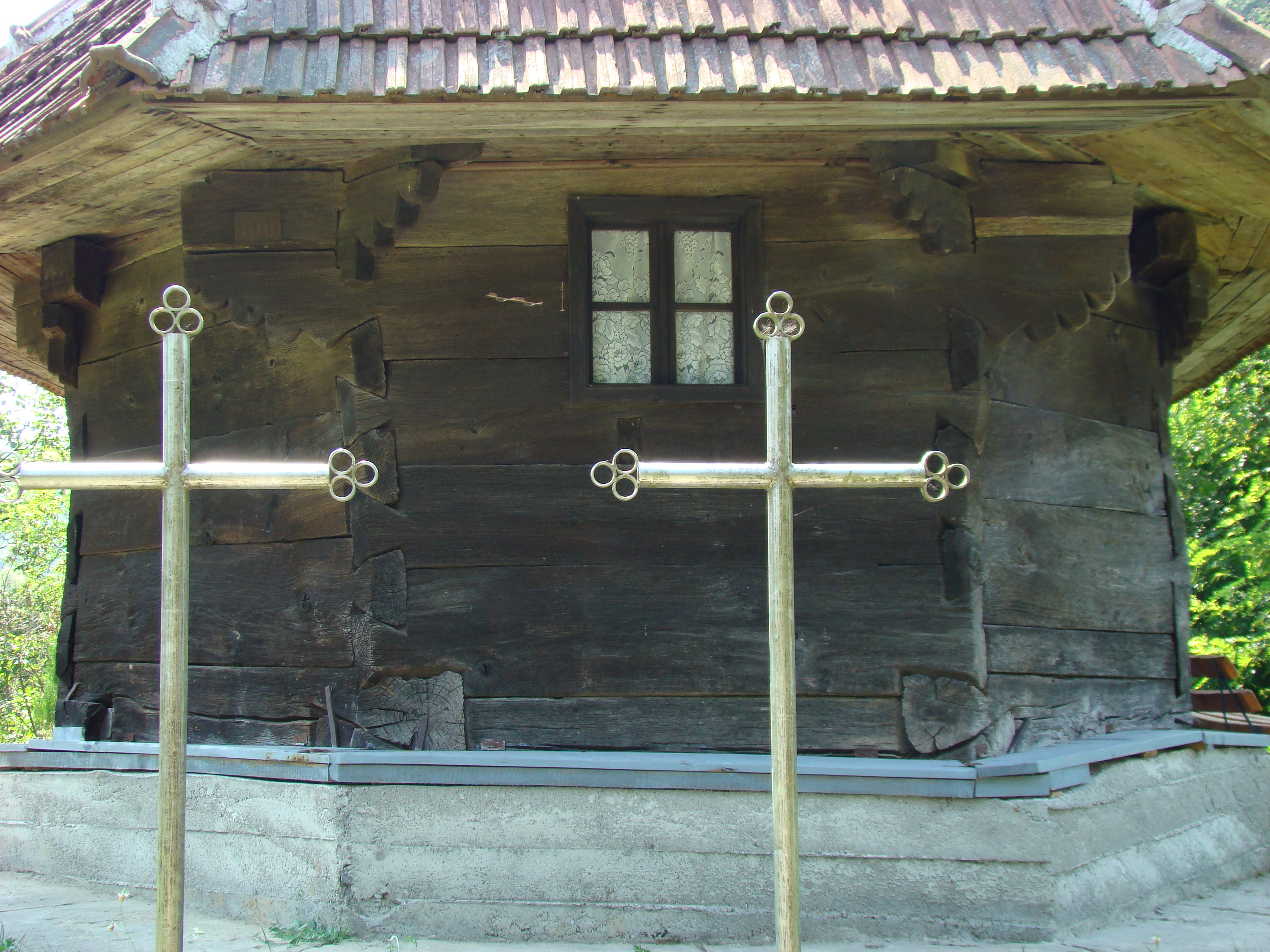
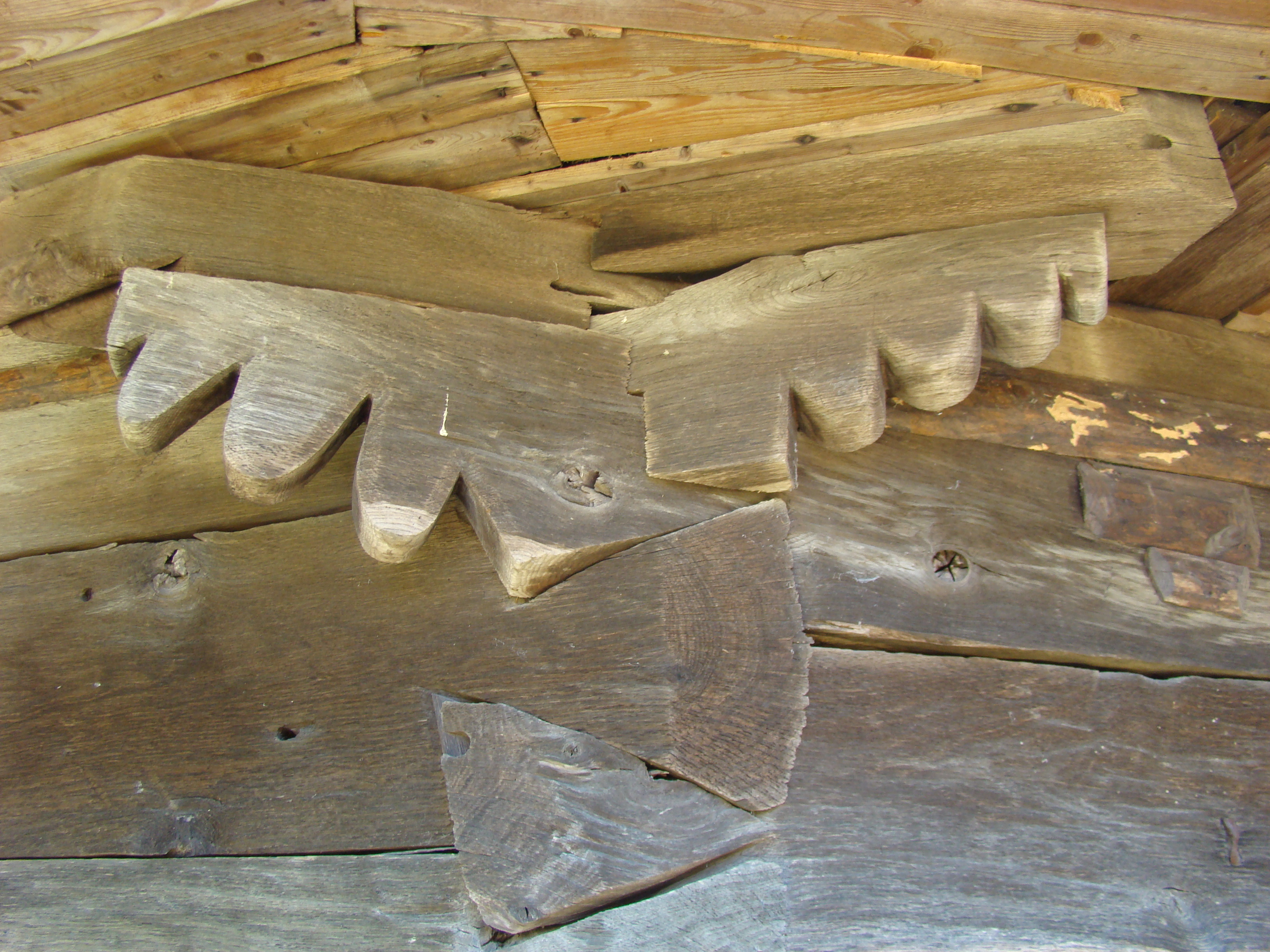
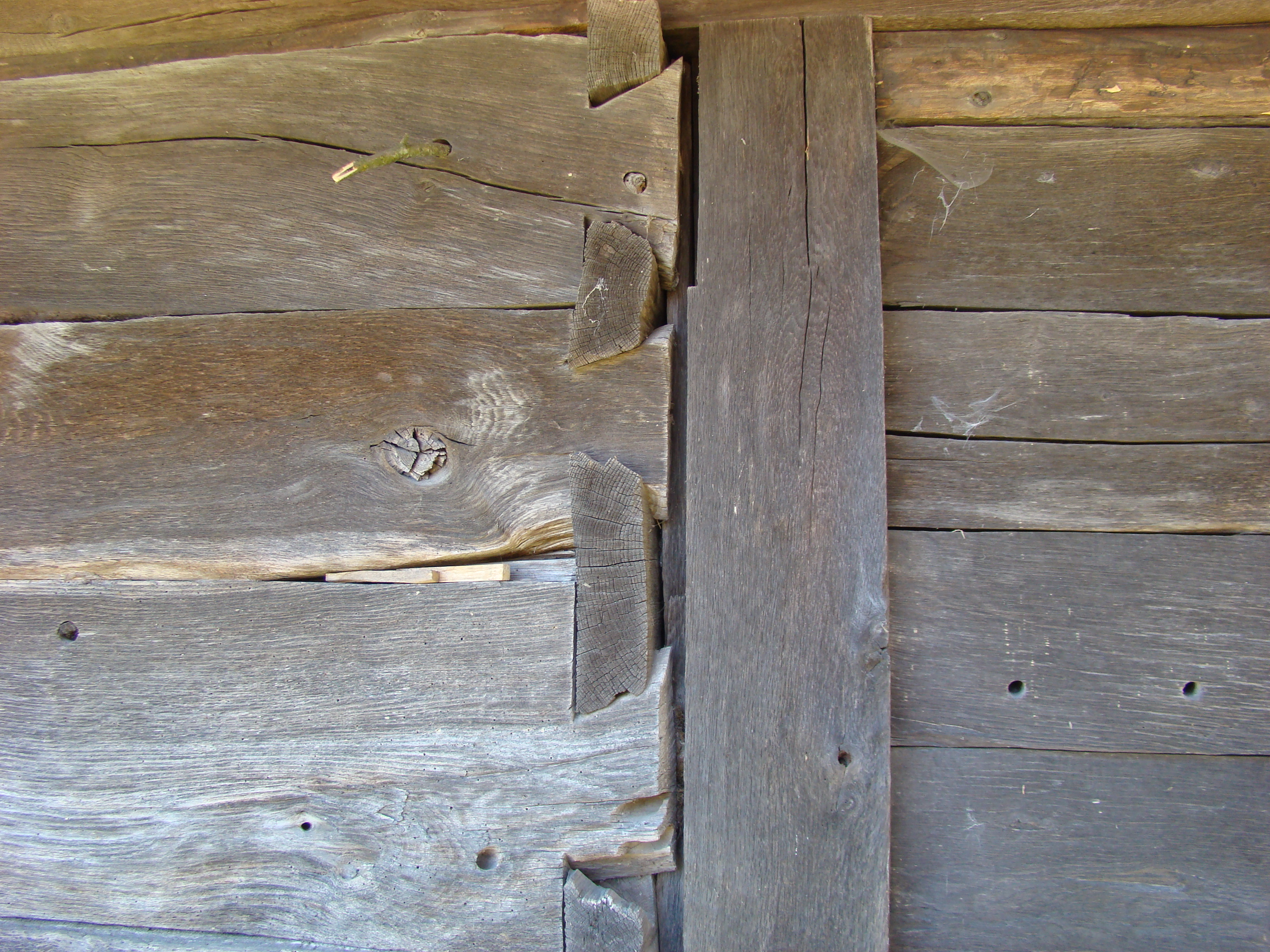
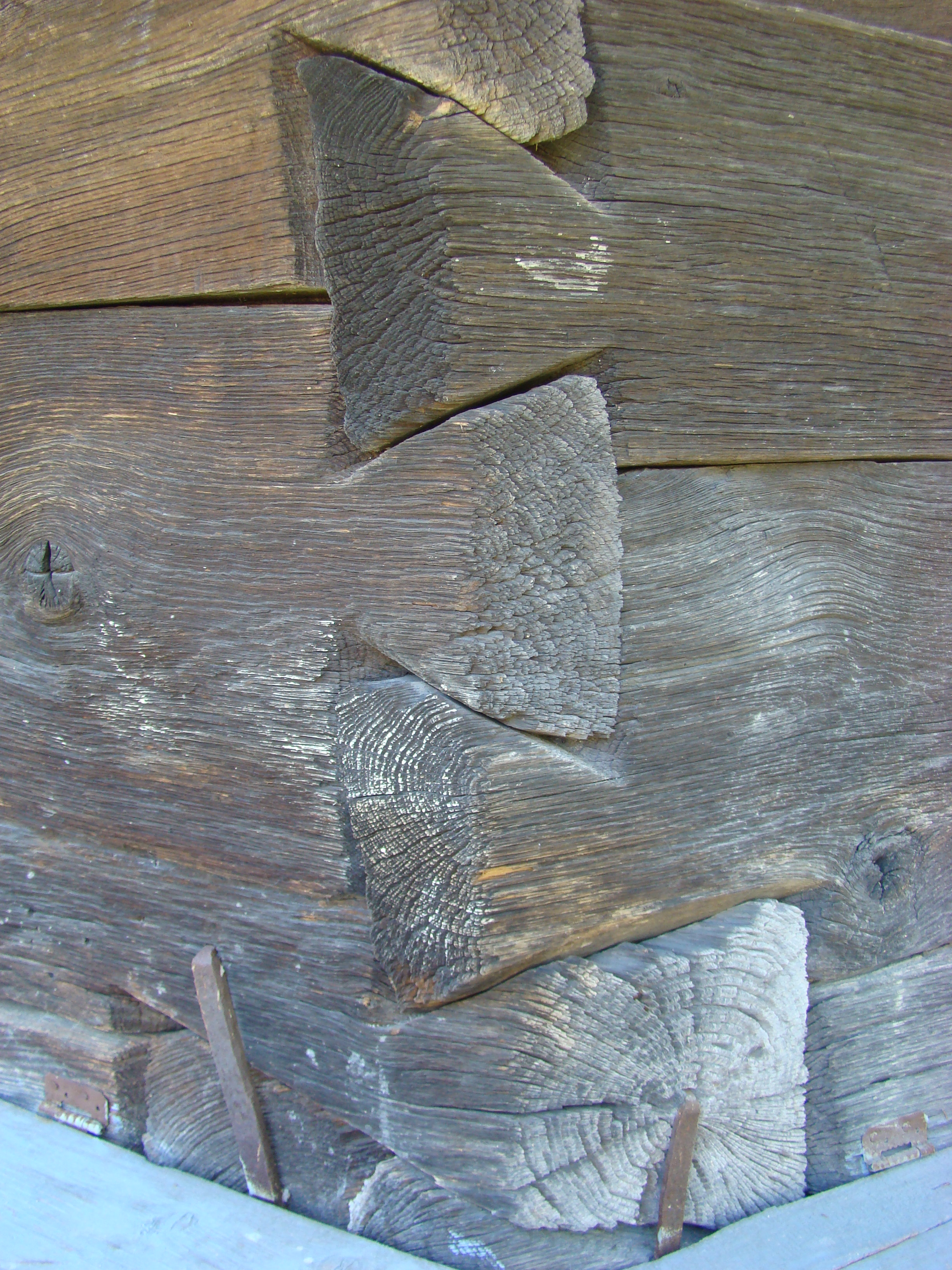
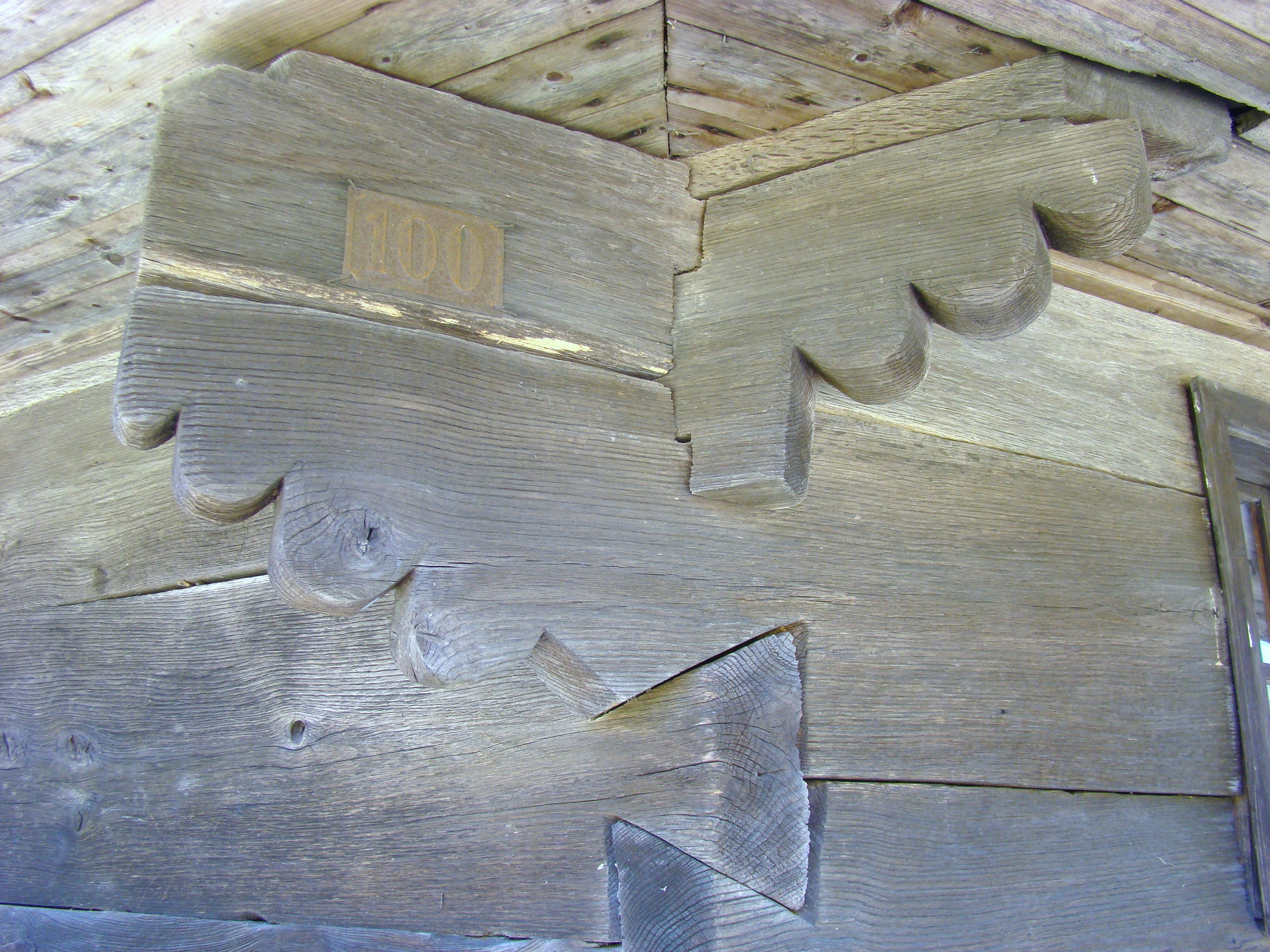
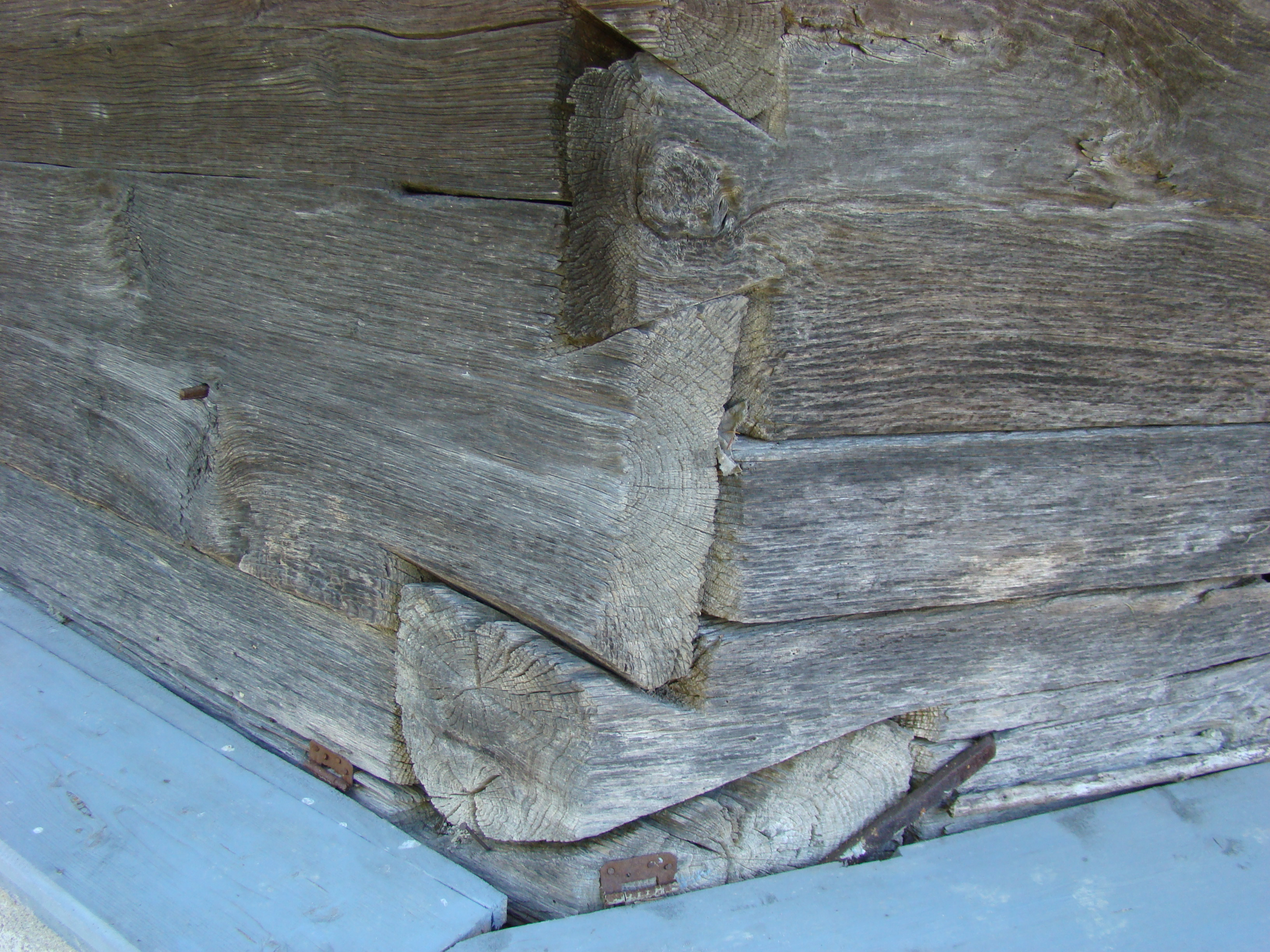
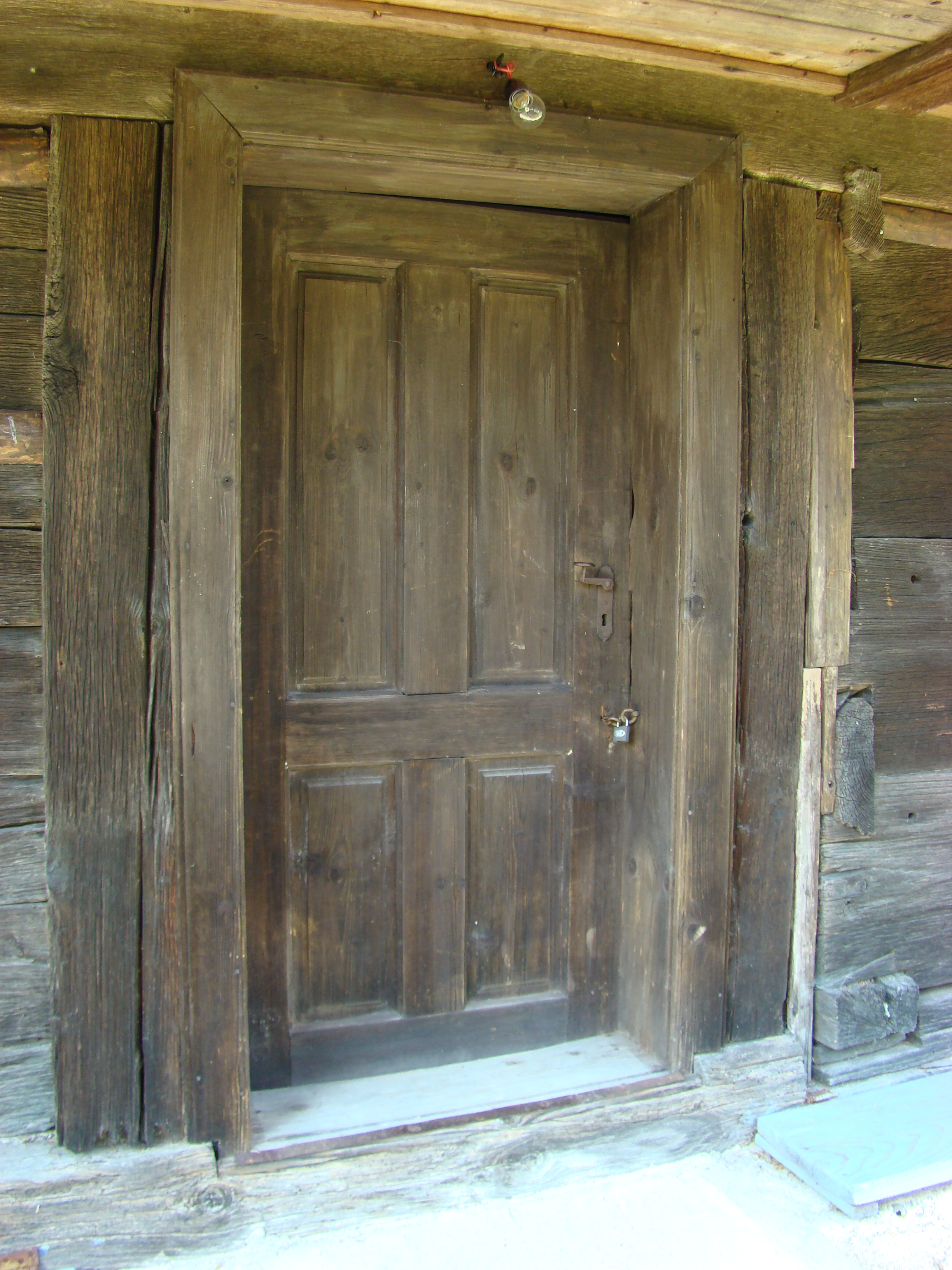
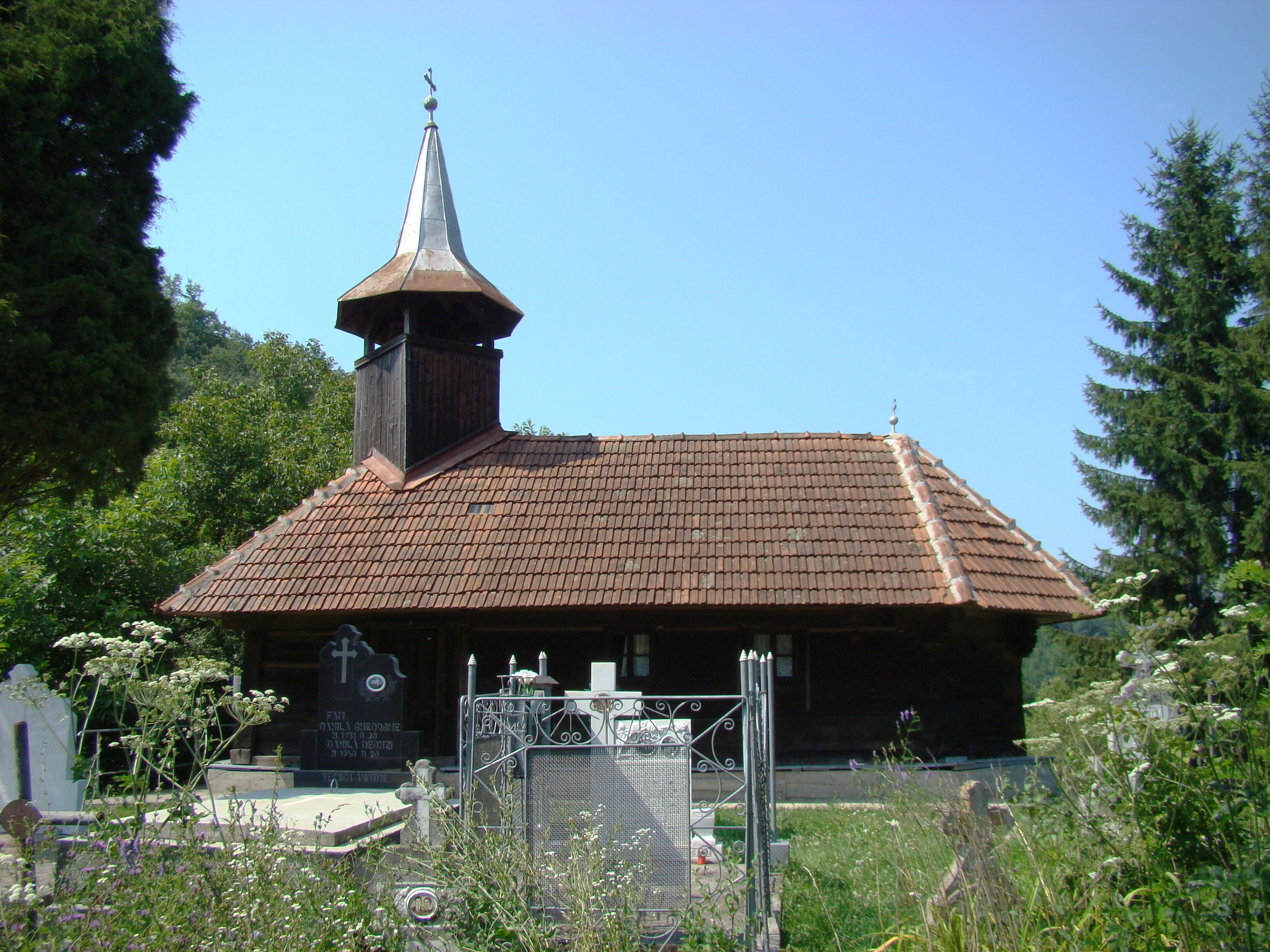
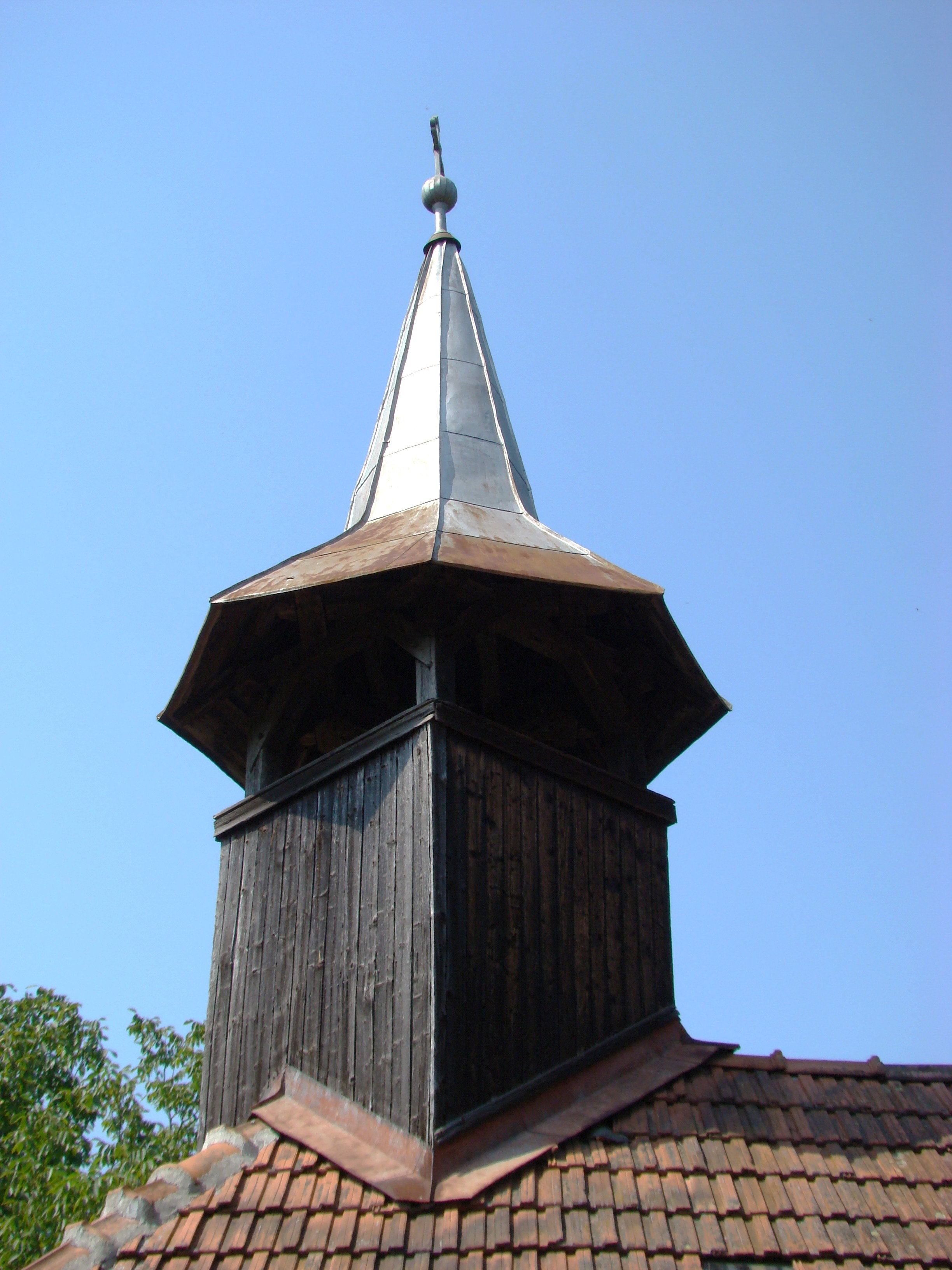
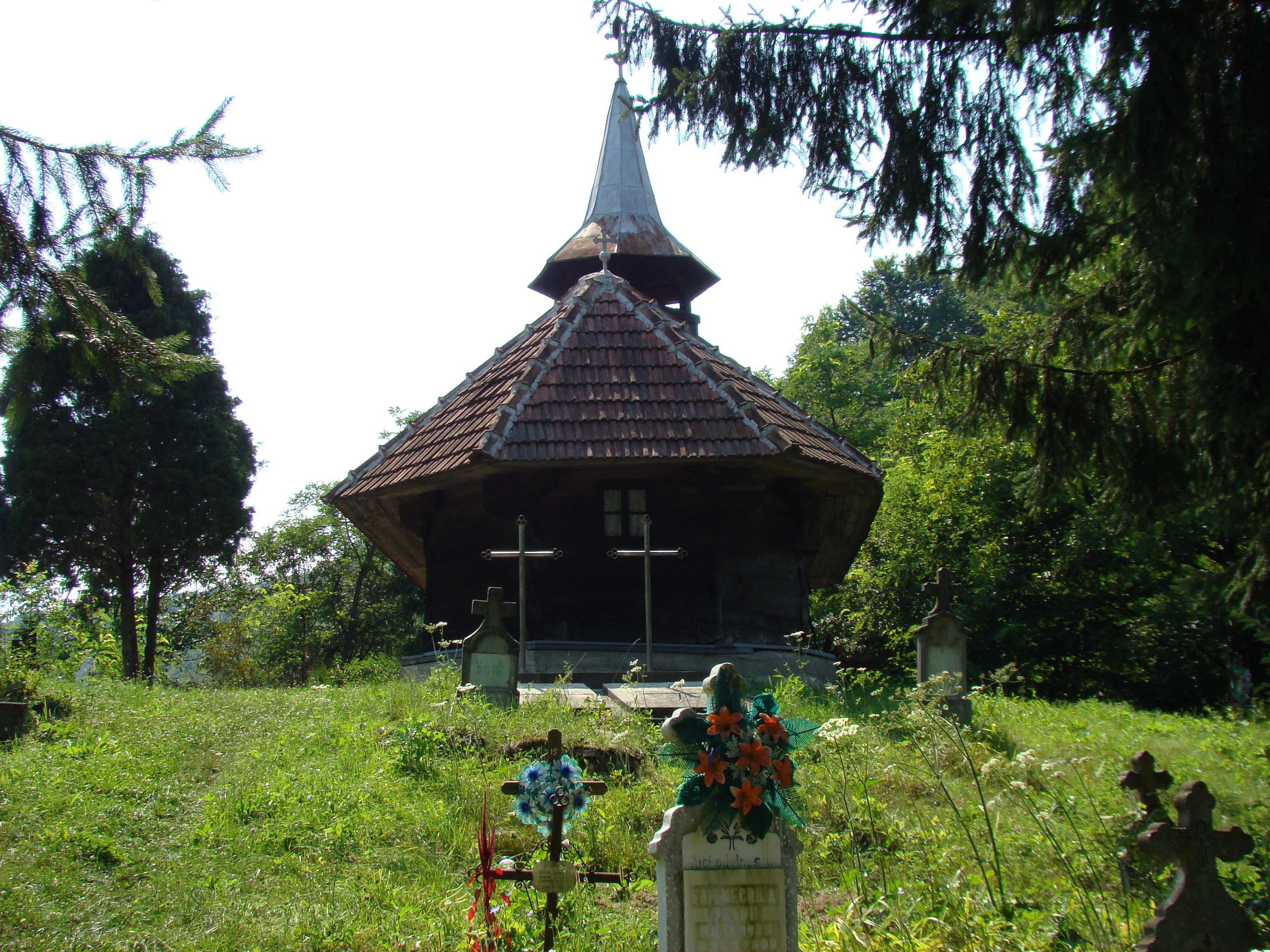
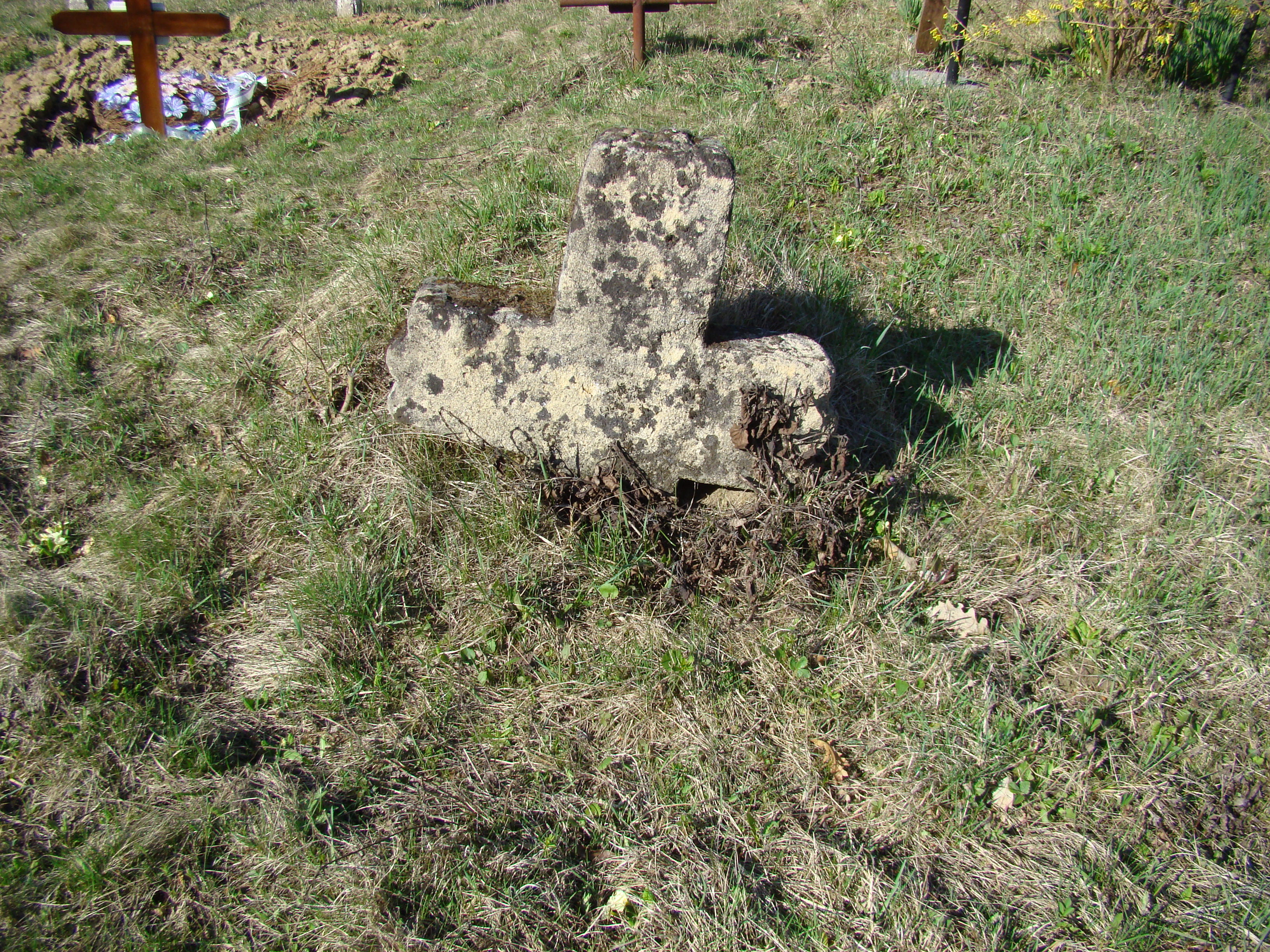
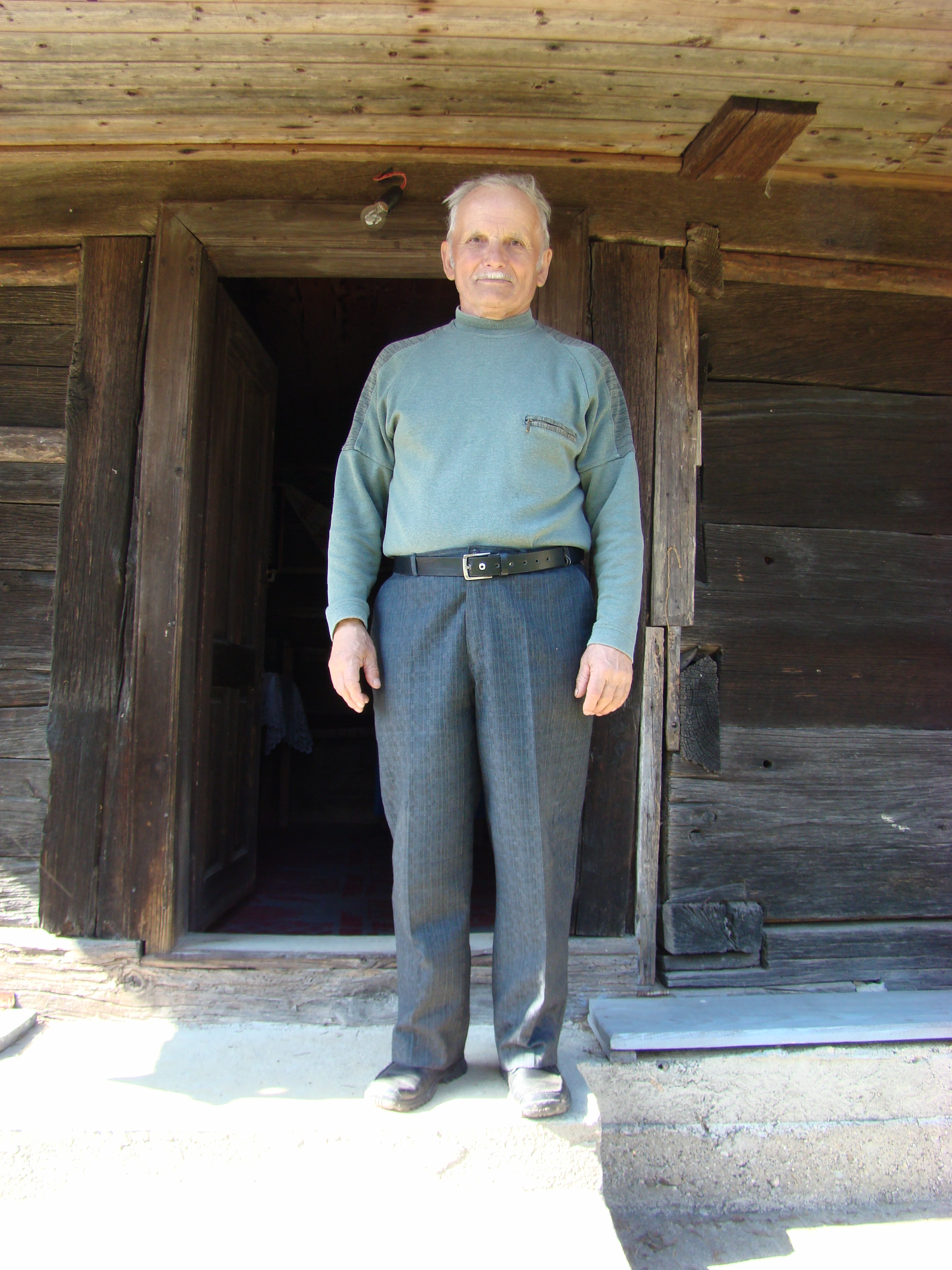
crâsnicul Ban Dumitru
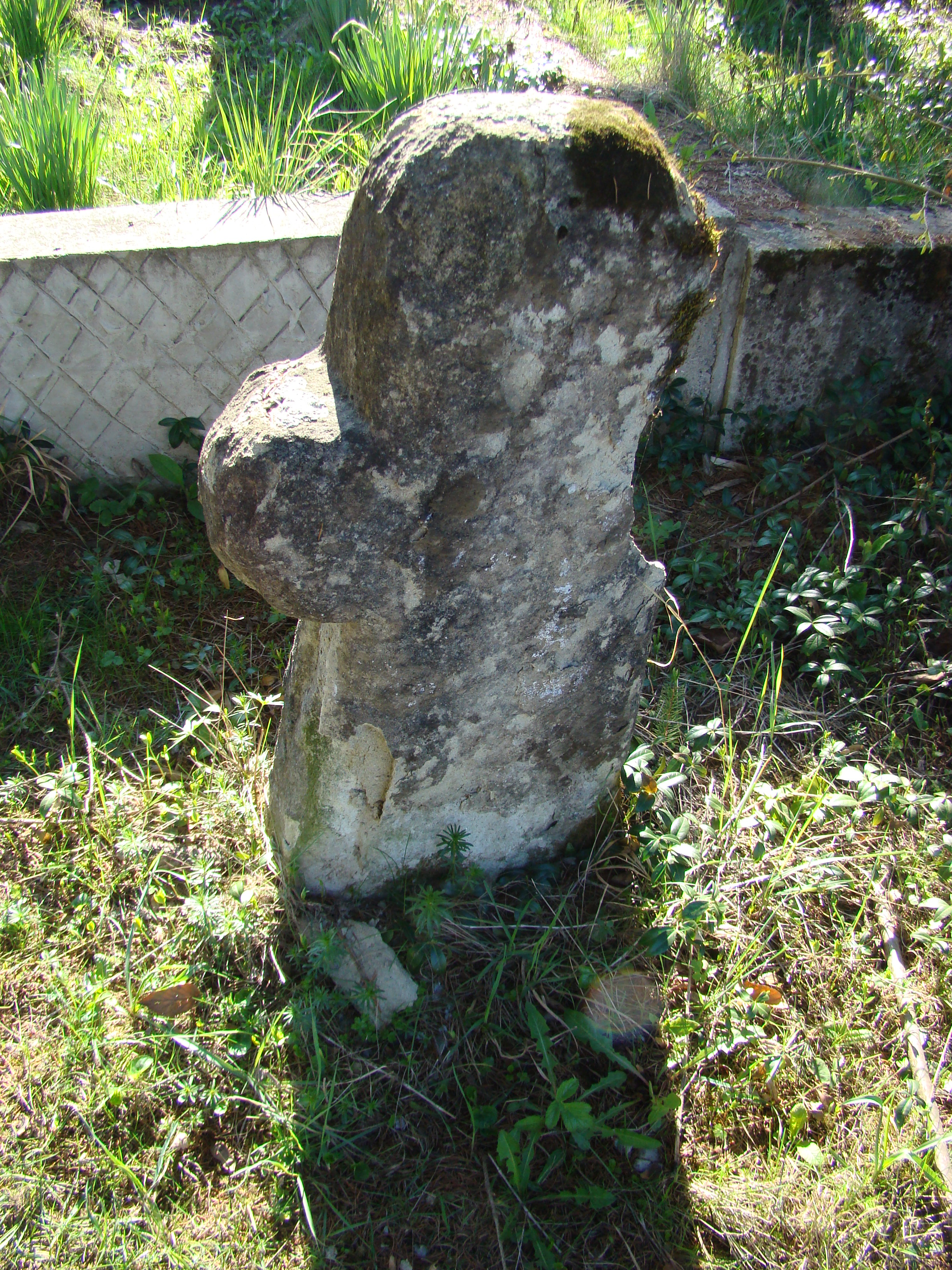
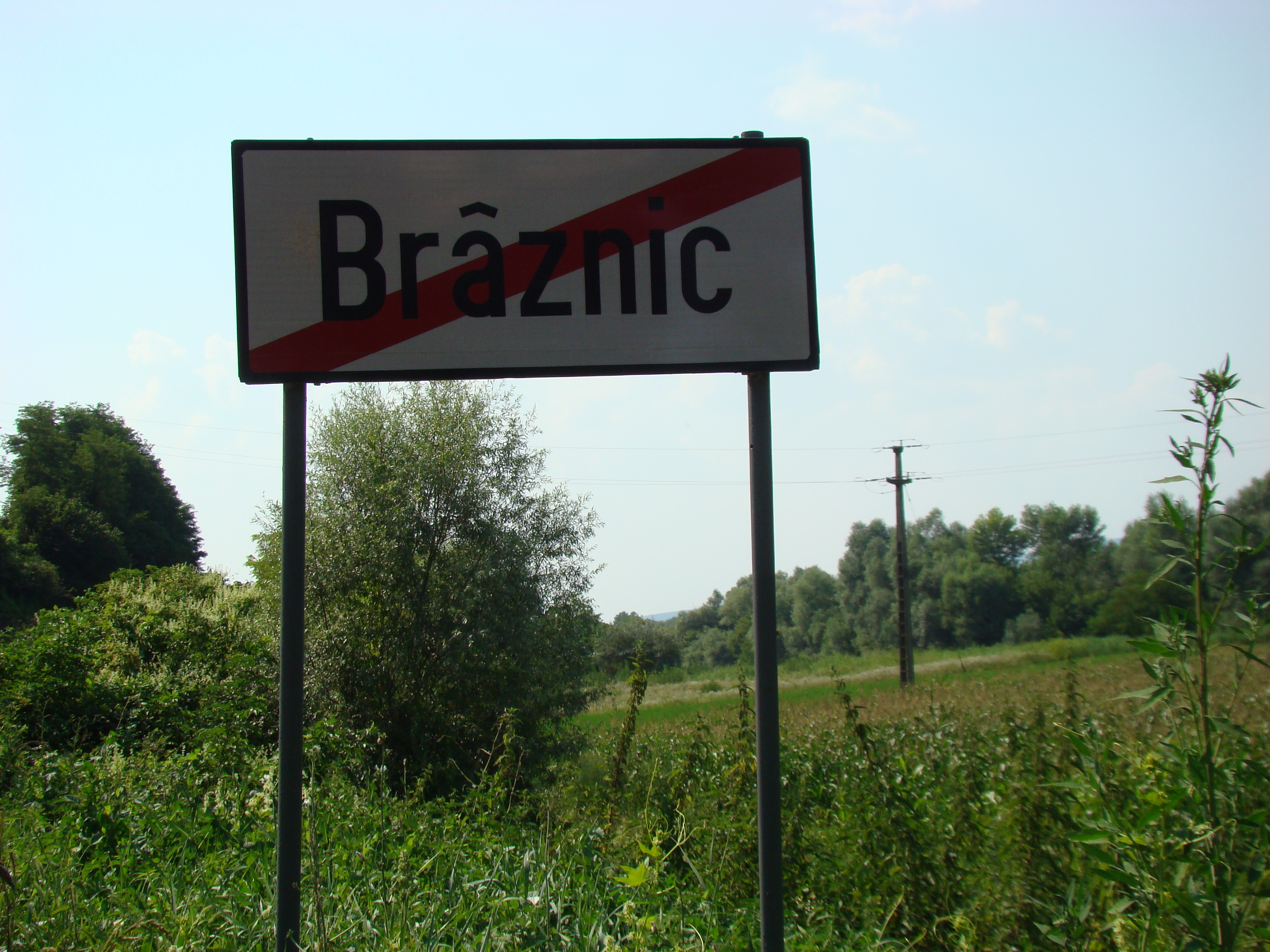